# 남해고속도로
| 2001년 이전 고속국도 노선 (기종점은 2001년 8월 24일 이전을 기준으로 함) | 2001년 이전 고속국도 노선 (기종점은 2001년 8월 24일 이전을 기준으로 함) | 2001년 이전 고속국도 노선 (기종점은 2001년 8월 24일 이전을 기준으로 함) |
| ----------------------------------------------------------------------- | ----------------------------------------------------------------------- | ----------------------------------------------------------------------- |
| 노선 기호와 사용 연도                                                   |                                                                         | 6                                                                       |
| 노선 기호와 사용 연도                                                   | 1983년 ~ 1997년                                                         | 1997년 ~ 2001년                                                         |
| 노선명                                                                  | 남해고속도로 (고속국도 제6호선)                                         | 남해고속도로 (고속국도 제6호선)                                         |
| 기점                                                                    | 부산광역시 북구                                                         | 부산광역시 북구                                                         |
| 종점                                                                    | 전라남도 순천시                                                         | 전라남도 순천시                                                         |

남해고속도로(南海高速道路, 고속국도 제10호선)는 전라남도 영암군을 기점으로, 부산광역시 북구를 종점으로 하여 동서를 이어주는 대한민국의 고속도로이다.
순천~부산 구간은 1973년 호남고속도로 전주 ~ 순천 구간과 함께 개통되었으며, 서순천 나들목을 통해 호남고속도로와 연결되어 있다.
개통 초기에는 왕복 2차선이었으나, 1981년부터 1996년까지 진행된 확장 공사를 통해 전 구간이 왕복 4차선으로 확장되었다.
2001년 냉정 ~ 창원 구간이 왕복 8차선으로 확장되었고, 2011년 산인 ~ 진주 구간이 왕복 8차선으로, 사천 ~ 진주 구간이 왕복 6차선으로 확장되었고, 2014년 12월 냉정 ~ 대저 구간이 왕복 6 ~ 8차선으로 확장되는 등 일부 구간이 왕복 6차선 이상으로 확장되었다.
2001년에 산인 분기점에서 칠원 분기점과 북창원을 거쳐 창원 분기점을 잇는 우회도로인 마산외곽고속도로가 개통되었는데, 처음에는 남해고속도로의 지선이었지만, 2008년 마산외곽고속도로 구간이 남해고속도로 본선으로 편입되면서 기존의 남해고속도로 산인 분기점 ~ 내서 분기점 ~ 서마산 나들목 ~ 동마산 나들목 ~ 창원 분기점 노선은 제1지선으로 독립하였다. 그 외에도 지선 노선으로 1981년에 개통된 냉정에서 사상을 잇는 제2지선이 있다. 전라남도 광양시와 경상남도 하동군을 잇는 (구)제3지선도 있었으나 이 구간은 1995년에 개통되었다가 1996년에 고속도로에서 해제되었다. 2012년 7월 13일에 경상남도 창원시를 기점으로 하고 경상남도 김해시를 종점으로 하는 (신)제3지선이 착공되어 2017년 1월 13일 개통되었다.
2002년 착공한 영암 ~ 순천 구간은 2012년 4월 27일 개통되어 목포와 부산이 가까워졌으나, 일부 구간에서 직결되지 않고 일반 국도로 간접 연계된다는 것이 단점이 있다. 영암 ~ 순천 구간의 개통으로 동서 6축 고속도로 중에서는 영동고속도로에 이어 전 구간이 개통된 고속도로가 되었다. 영암 ~ 순천 구간에는 다른 고속도로와 직접 연결되는 분기점이 하나도 없다.

## 역사

### 개통 초기
1972년 1월 10일 호남고속도로 전주 ~ 순천 구간과 함께 서순천 나들목에서 덕천 나들목 / 구포 나들목에 이르는 구간을 착공하여, 1973년 11월 14일에 개통하였다. 개통 당시의 고속도로 번호는 6번이었다. 개통 초기에는 왕복 2차선으로 구성되어 평면 교차로와 입체 나들목이 공존하였고, 신호등까지 있는 교차로도 있었다. 이후 교통량 증가로 인한 확장이 제기되었다.

### 왕복 4차선 확장
교통량이 증가하면서 차관선인 세계은행과 협의를 거쳐 1976년 4월 1일부터 부산 ~ 마산 구간이 유료화에 들어갔으며, 순천 ~ 마산 구간도 일평균차량통행량이 1만대를 넘기자 1978년 6월 1일부터 전 구간이 유료화되었다. 또한 교통량 증가로 확장의 필요성이 제기되어 1978년 5월 22일, 동마산 나들목에서 냉정 분기점까지의 왕복 4차선 확장 공사와 냉정 분기점과 사상 나들목을 있는 고속도로 제9호선 부마고속도로(現 남해고속도로제2지선)가 착공되어 1982년 12월 15일 개통되었다. 이후 1983년 4월에 내서 분기점 ~ 동마산 나들목 구간의 왕복 4차선 확장 공사가 착공되어 1986년 12월 29일 개통되었다. 이후 1986년 10월에 착공한 사천 나들목 ~ 내서 분기점 구간은 1990년 5월 4일에 왕복 4차선으로 확장 개통되었고, 1989년 10월 13일 착공한 광양 나들목 ~ 사천 나들목 구간은 1993년 12월 10일 확장 개통을, 1991년 12월 12일 착공한 서순천 나들목 ~ 광양 나들목 구간은 1995년 2월 16일 확장 개통되었다. 마지막으로 냉정 분기점 ~ 덕천 나들목 구간은 1992년 12월 14일 착공되어 1996년 11월 28일 확장 개통됨으로써 전 구간이 왕복 4차선으로 확장되었다.
한편, 하동 나들목을 기점으로 광양까지 연결하는 남해고속도로제3지선이 1991년 11월 9일 착공되어 1995년 12월 27일 개통되었지만, 개통된 지 6개월 만인 1996년 7월 1일 일반 국도로 격하해 국도 제59호선에 편입되었다.

### 창원 ~ 냉정 구간의 왕복 6 ~ 8차선 확장과 선형 개량
전 구간이 왕복 4차선으로 확장되었지만 마산 ~ 부산간의 교통량이 많아져 정체가 심각하여 1996년 3월에 왕복 4차선이었던 산인 분기점 ~ 창원 분기점 ~ 냉정 분기점을 왕복 8차선으로 확장하는 공사를 착공하였는데, 마산 시가지의 팽창에 따라 확장하기가 어려웠고, 마산 지역의 교통량을 분산시키기 위해 산인 분기점 ~ 창원 분기점 구간은 왕복 4차선으로 새로 착공하게 되었다. 이 확장공사로 인해 2000년 11월 27일에 진영 나들목이 원래 위치인 김해시 진영읍에서 창원시 의창구 동읍으로 이설되었으며, 형태도 평면 Y자형에서 이중 트럼펫형으로 변경되었고 현재의 동창원 나들목으로 변경되었다. 이후 2001년 9월 29일 창원 분기점 ~ 냉정 분기점 구간이 왕복 8차로로 확장 개통하였고, 2001년 11월 8일 산인 분기점 ~ 북창원 나들목 ~ 창원 분기점 구간이 왕복 4차선으로 개통되어 마산외곽고속도로라는 이름으로 개통되었다. 이후 2008년 11월 17일 마산외곽고속도로가 남해고속도로에 편입되면서 본선의 산인 분기점 ~ 내서 분기점 ~ 창원 분기점이 남해고속도로제1지선으로 격하되었다.
산인 분기점 ~ 냉정 분기점 확장 공사가 진행 중이었던 2001년 8월 25일 남해고속도로의 노선번호가 제6호에서 제10호로 변경되었다.
한편, 장지 나들목 ~ 곤양 나들목 구간과 동마산 나들목 부근에서 선형 개량 공사를 착공해 2001년 준공되었다.
1998년 12월 31일 순천 요금소 ~ 곤양 요금소 구간이 (순천 요금소 폐지), 2000년 1월 1일 곤양 요금소 ~ 지수 요금소 구간이 (곤양 요금소 폐지), 2001년 11월 8일 지수 요금소 ~ 북부산 요금소 구간이 (지수 요금소 폐지) 폐쇄형으로 전환하였고, 산인 요금소가 신설되었다. 또한 지수 요금소와 북부산 요금소 사이에 있는 마산 요금소는 현재도 살아 남아 남해고속도로제1지선의 진출입 톨게이트의 기능을 한다.

### 사천 ~ 마산 및 냉정 ~ 부산 구간의 확장과 영암 ~ 순천 구간의 개통
남해고속도로의 미개통 구간이었던 영암 ~ 순천 구간은 2002년 12월 5일 서영암 나들목 ~ 해룡 나들목 구간을 남해고속도로 (영암 ~ 순천)로 편입하면서 공사의 막을 올렸다. 그리하여 2002년 12월 24일, 서영암 나들목 ~ 해룡 나들목 구간의 1, 2, 4공구가 착공되었고, 2002년 12월 28일에는 3공구가 착공되었다. 2006년 12월 19일에는 미처 착공하지 못한 나머지 공구인 5 ~ 12공구를 4년 만에 착공하여 당초 2012년 12월 개통 목표로 하였다가 2012년 5월 12일에 개막하였던 2012 여수 세계박람회를 대비하여 2012년 4월 27일에 당초 계획보다 8개월을 앞당겨서 조기 개통하였다. 다른 나들목과 달리 고흥 나들목은 2009년 착공되어 2012년 개통 당시 미개통 나들목으로 남았다가 2013년 1월 30일 개통되었다. 개통식은 정식 개통일 전날인 2012년 4월 26일 오후 4시 30분에 남순천 요금소에서 김황식 국무총리와 박준영 전라남도지사 등의 인사와 지역 주민들이 참석한 가운데 개통식이 치루어졌다. 한편, 일반인 통행은 2012년 4월 27일 오전 0시부터 허용되었다.
한편, 사천 ~ 마산 구간도 상습적인 정체로 인해 2007년 10월 25일, 사천 나들목 ~ 산인 분기점을 왕복 6 ~ 8차로로 확장하는 공사가 착공되었는데, 당초에는 2013년을 완공 목표로 하다가 2012년 12월, 2012년 6월로 개통 시기를 앞당기다가 2011년 12월 조기 개통으로 확정되었다. 확장 공사 도중에 남강휴게소의 노후로 인해 2010년 7월 22일에는 부산 방향이, 9월 2일에는 순천 방향이 폐쇄되어 각각 신설된 함안 휴게소로 이전하였다. 2011년 5월 25일에는 함안 나들목 ~ 산인 분기점 구간의 부산 방향이 3차로로 확장 개통되었고, 산인터널의 부산 방향도 개통되었다. 2011년 7월 20일 사천 나들목에서 진성 나들목까지의 구간의 순천 방향이 3차로로 확장 개통하였고, 2011년 10월 6일에는 산인터널의 순천 방향이 개통되었다. 2011년 12월 9일에는 장지 나들목 ~ 산인 분기점 구간의 부산 방향이 4차로로 확장 개통하였고, 2011년 12월 17일 진성 나들목 ~ 장지 나들목의 부산 방향이 4차로로 확장되었다. 남해고속도로 사천 ~ 마산 구간은 2011년 12월 21일 완전 개통해 창원과 진주 그리고 사천을 빠르게 연결해 주었다.
냉정 ~ 부산 구간도 확장 공사를 2008년 12월 29일에 시작하여 냉정 분기점 ~ 대저 분기점 구간의 왕복 6, 8차로 확장공사를 착공하여 2014년 12월 16일에 개통되었다. 동김해 나들목이 2014년 11월 11일 이전되었다.
한편 2012년 7월 13일에는 남해고속도로제3지선이 착공되어 2017년 1월 13일에 개통되었다.

## 연혁
- 1971년 12월 8일 : 부산시 부산진구 만덕동 ~ 전라남도 승주군 서면 선평리 구간을 고속국도 제6호선 부산 ~ 순천선으로 지정[22]
- 1973년 11월 14일 : 부산시 부산진구 만덕동 ~ 전라남도 승주군 서면 선평리 176.5km 구간 개통[23]
- 1977년 6월 14일 : 남강휴게소 설치를 위해 경상남도 함안군 군북면 백곡리 일대 도로구역 결정[24]
- 1977년 7월 : 남강휴게소 착공
- 1978년 1월 21일 : 남강휴게소 준공 및 개점[25]
- 1978년 6월 22일 : 기점을 '부산시 부산진구 만덕동'에서 '부산시 부산진구 덕천동'으로 단축함.[26]
- 1978년 7월 8일 : 부산시 부산진구 감전동 ~ 경상남도 김해시 주촌면 양동리 20.6km 구간 도로구역 결정[27]
- 1979년 11월 7일 : 창원공업지구 간선진입도로(팔용로) 확장으로 인해 경상남도 마산시 구암동 477m 구간 도로구역 변경[28]
- 1981년 9월 4일 : 부산마산고속도로 개통과 함께 냉정 분기점 개통
- 1981년 11월 7일 : 남해고속도로(남해선)으로 노선명 변경[29]
- 1982년 5월 13일 : 왕복 4차선 확장공사로 인해 경상남도 의창군 내서면 중리 ~ 창원시 소계동 8.55km 구간 도로구역 변경[30]
- 1982년 10월 8일 : 골약 나들목 건설로 인해 전라남도 광양군 골약면 중군리 1.45km 구간 도로구역 변경[31]
- 1983년 8월 16일 : 내서 분기점 ~ 동마산 나들목 구간 왕복 4차로 확장공사로 인해 경상남도 함안군 산인면 신산리 ~ 창원시 소계동 12.9km 구간 도로구역 변경[32]
- 1983년 10월 12일 : 김해 나들목 건설을 위해 기존 김해시 부원동 360m 구간 도로구역을 해제하고 김해시 불암동 및 지내동 700m 구간 도로구역 변경[33]
- 1984년 4월 30일 : 진교 나들목 건설을 위해 경상남도 하동군 진교면 진교리 260m 구간 도로구역 변경[34]
- 1984년 6월 29일 : 봉강교차로 개량 공사로 인해 전라남도 광양군 광양읍 구산리 50m 구간 도로구역 변경[35]
- 1984년 8월 1일 : 구포 요금소 이전 공사로 인해 부산직할시 북구 강동동 200m 구간 도로구역 변경[36]
- 1984년 10월 23일 : 왕복 4차선 확장공사로 인해 경상남도 진양군 문산면 상문리 ~ 진성면 중촌리 3.7km 구간 도로구역 변경[37]
- 1984년 12월 20일 : 진교 나들목이 입체 나들목으로 신설 개통[38]
- 1987년 3월 5일 : 왕복 4차선 확장공사로 인해 경상남도 함안군 산인면 신산리 ~ 사천군 축동면 사다리 45.9km 구간 도로구역 변경[39]
- 1987년 4월 20일 : 골약육교 건설공사로 인해 전라남도 광양군 골약면 중군리 750m 구간 도로구역 변경[40]
- 1988년 4월 18일 : 지수 나들목 건설을 위해 경상남도 진양군 지수면 승내리 3.3km 구간 도로구역 변경, 문산 나들목 건설을 위해 경상남도 진양군 문산면 삼곡리 ~ 금산면 갈전리 4.4km 구간 도로구역 변경, 진주도로관리소 건설을 위해 경상남도 진주시 호탄동 300m 구간 도로구역 변경[41]
- 1988년 5월 26일 : 하동 나들목 건설을 위해 경상남도 하동군 금남면 계천리 3.08km 구간 도로구역 변경[42]
- 1988년 7월 30일 : 진영휴게소 (하행) 주차장 설치 공사로 인해 경상남도 김해군 진영읍 우동리 340m 구간 도로구역 변경[43]
- 1990년 1월 4일 : 사천 ~ 광양 간 왕복 4차로 확장공사로 인해 경상남도 사천군 축동면 사다리 ~ 전라남도 광양군 광양읍 우산리 50.5km 구간 도로구역 변경[44]
- 1991년 10월 30일 : 문산휴게소 (상행) 간이휴게소 건설로 인해 경상남도 진양군 문산면 소문리 120m 구간 도로구역 변경[45]
- 1992년 1월 29일 : 광양 ~ 순천 간 왕복 4차로 확장공사로 인해 전라남도 승주군 서면 압곡리 ~ 광양군 광양읍 우산리 8.1km 구간 도로구역 변경[46]
- 1992년 5월 15일 : 냉정 ~ 구포 간 왕복 4차로 확장공사로 인해 경상남도 김해군 주촌면 양동리 ~ 부산직할시 북구 만덕동 21.9km 구간 도로구역 변경[47]
- 1994년 1월 14일 : 1995년 12월까지 김해 나들목 건설을 위해 경상남도 김해시 삼정동 ~ 불암동 450m 구간 도로구역 변경[48]
- 1994년 3월 18일 : 1996년 12월까지 사천휴게소 건설을 위해 경상남도 사천군 곤양면 묵곡리 880m 구간 도로구역 변경[49]
- 1995년 1월 1일 : 기점을 '부산직할시 부산진구 덕천동'에서 '부산직할시 북구 덕천동'으로, 종점을 '전라남도 승주군 서면'에서 '전라남도 순천시 서면'으로 변경[50]
- 1995년 3월 24일 : 1996년 12월까지 동광양 나들목 개량을 위해 전라남도 동광양시 중군동 1.42km 구간 도로구역 변경[51]
- 1995년 5월 27일 : 칠산 나들목 건설을 위해 경상남도 김해시 풍유동 910m 구간 도로구역 변경[52]
- 1995년 11월 6일 : 순천 나들목 요금소 설치를 위해 전라남도 순천시 서면 압곡리 320m 구간을 1km로 도로구역 변경[53]
- 1995년 12월 11일 : 1997년 12월까지 하동 나들목 요금소 설치를 위해 경상남도 하동군 금남면 계천리 300m 구간 도로구역 변경[54], 진교 나들목 요금소 설치를 위해 경상남도 하동군 진교면 관곡리 280m 구간을 하동군 진교면 관곡리 ~ 진교리 520m로 도로구역 변경[55]
- 1996년 3월 22일 : 1997년 12월까지 진월 나들목 요금소 설치를 위해 전라남도 광양시 진월면 망덕리 120m 구간을 680m로 도로구역 변경[56], 1997년 12월까지 옥곡 나들목 요금소 설치를 위해 전라남도 광양시 옥곡면 신금리 60m 구간을 820m로 도로구역 변경[57], 1997년 12월까지 광양 나들목 요금소 설치를 위해 전라남도 광양시 광양읍 목성리 480m 구간 도로구역 변경[58]
- 1996년 5월 11일 : 1998년 12월까지 산인 ~ 내서 구간 선형개량을 위해 경상남도 함안군 산인면 신산리 ~ 마산시 회원구 내서면 호계리 2.51km 구간을 2.46km로 도로구역 변경[59], 1997년 12월까지 선형개량을 위해 경상남도 진주시 진성면 상촌리 1.79km 구간을 1.75km로 도로구역 변경[60]
- 1996년 5월 28일 : 동마산 나들목 개량 공사를 위해 경상남도 마산시 회원구 구암동 ~ 창원시 소계동 1.32km 구간 도로구역 변경[61]
- 1996년 6월 28일 : 냉정 분기점 ~ 부산광역시 북구 만덕동 22.2km 구간 왕복 4차로 확장 개통[62]
- 1996년 7월 1일 : 기점을 '부산직할시 북구 덕천동'에서 '부산광역시 북구 덕천동'으로 변경[63]
- 1996년 7월 11일 : 2001년 12월까지 내서 ~ 냉정 구간 8차로 확장을 위해 경상남도 함안군 산인면 모곡리 ~ 김해시 주촌면 양동리 33.9km 구간 도로구역 변경[64]
- 1996년 12월 20일 : 대전통영고속도로 서진주 ~ 진주 구간 개통과 함께 진주 분기점 개통
- 1996년 12월 28일 : 순천 나들목 요금소 설치를 위해 전라남도 순천시 서면 압곡리 1km 구간 도로구역 변경[65]
- 1997년 1월 14일 : 1997년 12월까지 광양 나들목 회차로 변경으로 인해 전라남도 광양시 광양읍 목성리 480m 구간 도로구역 변경[66]
- 1997년 4월 24일 : 문산휴게소 (상행) 확장 공사로 인해 경상남도 진주시 문산면 소문리 180m 구간 도로구역 변경[67]
- 1997년 6월 2일 : 2001년 12월까지 산인 분기점 및 서마산 요금소 설치 공사로 인해 경상남도 함안군 산인면 신산리 2.581km 구간 도로구역 변경, 창원 나들목 개량 공사로 인해 경상남도 창원시 북면 외감리 1.14km 구간 도로구역 변경[68]
- 1997년 7월 12일 : 1998년 12월까지 순천 나들목 접속부 입체화 공사로 인해 전라남도 순천시 서면 압곡리 ~ 왕지동 1km 구간 도로구역 변경[69]
- 1997년 7월 31일 : 1998년 12월까지 곤양 나들목 요금소 설치를 위해 경상남도 사천시 곤양면 남문외리 ~ 송전리 1.23km 구간[70], 가산 나들목 요금소 설치를 위해 경상남도 사천시 축동면 가산리 690m 구간[71], 사천 나들목 요금소 설치를 위해 경상남도 사천시 축동면 사다리 ~ 진주시 정촌면 예하리 1.75km 구간을 1.6km로[72], 진주 나들목 요금소 설치를 위해 경상남도 진주시 호탄동 370m 구간[73], 문산 나들목 요금소 설치를 위해 경상남도 진주시 문산읍 소문리 810m 구간[74], 진성 나들목 요금소 설치를 위해 경상남도 진주시 진성면 상촌리 ~ 동산리 568m 구간 도로구역 변경[75]
- 1997년 8월 27일 : 경상남도 창원시 동읍 ~ 함안군 산인면 구간을 고속국도 제6호의3호선 마산외곽고속도로(마산외곽선)으로 지정[76]
- 1997년 10월 21일 : 1998년 12월까지 지수 나들목 개량 및 요금소 설치를 위해 경상남도 진주시 지수면 승산리 845m 구간 도로구역 변경[77]
- 1998년 4월 3일 : 1998년 4월 30일까지 동광양 나들목 개량 공사로 인해 전라남도 광양시 중군동 1.42km 구간 도로구역 변경[78]
- 1998년 12월 29일 : 2003년 12월까지 경상남도 진주시 문산읍 구간 선형 개량 공사로 인해 경상남도 진주시 문산읍 소문리 ~ 상문리 3.702km 구간 도로구역 변경[79]
- 1999년 3월 5일 : 2001년 12월까지 함안 나들목 요금소 설치를 위해 경상남도 함안군 가야읍 도항리 300m 구간[80], 장지 나들목 요금소 설치를 위해 경상남도 함안군 군북면 장지리 ~ 유현리 1.62km 구간 도로구역 변경[81]
- 1999년 4월 2일 : 2002년까지 군북 나들목 개량을 위해 경상남도 함안군 군북면 박곡리 ~ 사도리 3.46km 구간 도로구역 변경[82]
- 1999년 10월 27일 : 1999년 12월까지 진주 나들목 요금소 설치를 위해 경상남도 진주시 호탄동 60m 구간 도로구역 변경[83]
- 1999년 12월 16일 : 2001년 12월까지 장유 나들목 요금소 설치를 위해 경상남도 김해시 장유면 삼문리 ~ 무계리 200m 구간 도로구역 변경[84]
- 2000년 11월 27일 : 진영 나들목이 동창원 나들목으로 명칭 변경 및 나들목 이설
- 2001년 6월 1일 : 2001년 12월까지 동김해 나들목 요금소 설치를 위해 경상남도 김해시 삼정동 ~ 어방동 2.26km 구간 도로구역 변경[85]
- 2001년 8월 25일 : 기점과 종점을 각각 부산 → 순천에서 순천 → 부산으로 변경. 노선번호를 제6호에서 제10호로 변경. 마산외곽고속도로의 노선번호를 제6호의3에서 제102호로 변경[86]
- 2001년 11월 8일 : 산인 분기점 ~ 칠원 분기점 ~ 북창원 나들목 ~ 창원 분기점 17.2km 구간 마산외곽고속도로라는 이름으로 개통[87], 창원 분기점 ~ 냉정 분기점 16.7km 구간 왕복 8차로 확장 개통[88], 지수 요금소 ~ 북부산 요금소 구간이 폐쇄형으로 전환됨에 따라 지수 요금소 폐쇄 및 산인 요금소 신설[89]
- 2002년 3월 9일 : 2003년까지 군북 나들목 개량 및 군북면 일대 선형개량 공사를 위해 경상남도 함안군 군북면 박곡리 ~ 사도리 2.94km 구간 도로구역 변경[90]
- 2002년 12월 5일 : 기점을 '전라남도 순천시 서면'에서 '전라남도 영암군 학산면'으로 연장.[91]
- 2002년 12월 6일 : 2009년 12월까지 목포 ~ 장흥 구간 신설을 위해 전라남도 영암군 학산면 은곡리 ~ 장흥군 부산면 부춘리 39.34km 구간 도로구역 결정[92]
- 2003년 10월 29일 : 2004년까지 내서 분기점에 진·출입시설을 개설하기 위해 경상남도 마산시 내서읍 호계리 ~ 중리 2.49km 구간 도로구역 결정[93], 2006년 12월까지 서김해 나들목 요금소 차로 확장 공사를 위해 경상남도 김해시 장유동 600m 구간 도로구역 변경[94]
- 2005년 12월 29일 : 2010년까지 강진 나들목의 국도 제2호선 접속부 입체화 공사를 위해 전라남도 영암군 학산면 은곡리 ~ 장흥군 부산면 부춘리 39.34km 구간 도로구역 변경[95]
- 2006년 1월 6일 : 2010년까지 목포 ~ 광양고속도로 장흥 ~ 보성 구간 신설을 위해 전라남도 장흥군 부산면 부춘리 ~ 보성군 겸백면 수남리 30.478km 구간 도로구역 결정[96]
- 2006년 10월 17일 : 목포 ~ 광양고속도로 보성 ~ 광양 구간 신설을 위해 전라남도 보성군 겸백면 수남리 ~ 순천시 해룡면 성산리 36.99km 구간 도로구역 결정[97]
- 2006년 12월 4일 : 진주 ~ 마산 구간 확장공사 및 진주휴게소, 문산휴게소, 함안휴게소 신설을 위해 경상남도 사천시 축동면 사다리 ~ 함안군 산인면 신산리 48.22km 구간 도로구역 변경[98], 덕천 나들목 개통[99]
- 2007년 8월 29일 : 사천 ~ 산인 구간 확장공사로 문산 나들목 ~ 진주터널 구간 선형이 변경되면서 경상남도 진주시 문산읍 소문리 ~ 상문리 2.74km 구간 기존 도로구역 해제[100]
- 2008년 1월 3일 : 영암 ~ 순천(전라남도 영암군 학산면 ~ 순천시 해룡면) 구간과 순천 ~ 부산(전라남도 순천시 서면 ~ 부산광역시 북구) 구간으로 분할[101]
- 2008년 7월 16일 : 냉정 ~ 부산 구간 확장 공사를 위해 경상남도 김해시 주촌면 양동리 ~ 부산광역시 북구 대저1동 17.12km 구간 도로구역 변경[102]
- 2008년 11월 17일 : 기존 마산외곽고속도로 구간을 본선으로 편입하고 기존 남해고속도로 산인 분기점 ~ 창원 분기점 구간을 남해고속도로제1지선으로 분리[103]
- 2010년 7월 22일 : 남강휴게소 폐쇄 및 함안휴게소 신설 개장
- 2010년 8월 17일 : 진주 나들목 이설 및 진주휴게소 신설 개장
- 2010년 12월 28일 : 도로명주소에 서영암 나들목부터 덕천 나들목까지 274.9km 구간을 남해고속도로로 고시[104]
- 2011년 1월 31일 : 순천완주고속도로 서남원 ~ 순천 구간 개통과 함께 순천 분기점 개통
- 2011년 4월 25일 : 2012년까지 고흥 나들목 추가 설치를 위해 전라남도 보성군 겸백면 수남리 ~ 순천시 해룡면 성산리 36.99km 구간 도로구역 변경[105]
- 2011년 10월 11일 : 2012년까지 장흥 나들목 국도 제23호선 접속부 선형 변경을 위해 전라남도 영암군 학산면 은곡리 ~ 장흥군 부산면 부춘리 39.34km 구간 도로구역 변경[106]
- 2013년 1월 30일 : 고흥 나들목 개통[107]
- 2013년 4월 9일 : 사천 나들목 접속부 변경을 위해 경상남도 사천시 축동면 사다리 ~ 함안군 산인면 신산리 48.2km 구간 도로구역 변경[108]
- 2014년 12월 16일 : 서김해 ~ 대저 구간 왕복 6, 8차선으로 확장 개통[109]
- 2015년 3월 27일 : 국토교통부고시로 영암 ~ 순천 구간 기점을 '전라남도 영암군 학산면 은곡리', 종점을 '전라남도 순천시 해룡면 성산리'로 명시하고 순천 ~ 부산 구간 기점을 '전라남도 순천시 서면 동산리', 종점을 '부산광역시 북구 덕천동'으로 명기[110]
- 2015년 6월 11일 : 냉정 ~ 서김해 구간 왕복 6차선 확장, 김해 분기점 동시 개통
- 2016년 5월 23일 : 2019년 12월까지 장흥휴게소 부지 조성 공사를 위해 전라남도 장흥군 부산면 호계리 1.1km 구간 도로구역 변경[111]
- 2017년 1월 13일 : 진례 분기점 개통
- 2017년 10월 : 서영암 요금소와 남순천 요금소에 스마트톨링 시스템 도입[112]
- 2018년 1월 1일 : 학산 나들목이 서호학산 나들목으로 명칭 변경[113]
- 2018년 2월 7일 : 진영 분기점 개통
- 2019년 5월 23일 : 2019년 12월까지 장흥휴게소 부지 조성을 위해 전라남도 장흥군 부산면 호계리 1.1km 구간 도로구역 변경[114]
- 2019년 12월 10일 : 장흥휴게소 부지 조성공사 기간을 2019년 12월에서 2020년 12월까지로 연장[115]
- 2020년 11월 2일 : 장흥정남진휴게소 신설 개장[116]

## 구성
차로수
영암 ~ 순천 구간
| 지점          | 영암 방향 | 순천 방향 |
| ------------- | --------- | --------- |
| 서영암 나들목 | 2         | 2         |
| 해룡 나들목   | 2         | 2         |
순천 ~ 부산 구간
| 지점          | 순천 방향 | 부산 방향     |
| ------------- | --------- | ------------- |
| 서순천 나들목 | 2         | 2             |
| 사천 나들목   | 2         | 2             |
| 3             | 3         |               |
| 3             | 3         | 진주 분기점   |
| 4             | 4         |               |
| 4             | 4         | 산인 분기점   |
| 2             | 2         |               |
| 2             | 2         | 창원 분기점   |
| 4             | 4         |               |
| 4             | 4         | 냉정 분기점   |
| 3             | 3         |               |
| 3             | 3         | 동김해 나들목 |
| 4             | 4         |               |
| 4             | 4         | 김해 분기점   |
| 3             | 3         |               |
| 3             | 3         | 대저 분기점   |
| 2             | 2         |               |
| 2             | 2         | 덕천 나들목   |
총 연장
- 273.17 km
  - 영암 ~ 순천 구간 : 106.84 km
  - 순천 ~ 부산 구간 : 166.36 km

제한 속도
- 서영암 나들목 ~ 해룡 나들목, 서순천 나들목 ~ 덕천 나들목 : 최고 100km/h (1.5톤 초과 화물차 및 건설기계는 최고 80km/h)

### 터널
영암 ~ 순천 구간
| 터널 이름   | 소재지                        | 길이   | 준공 년도 | 비고      |
| ----------- | ----------------------------- | ------ | --------- | --------- |
| 영암1터널   | 전라남도 영암군 학산면 신덕리 | 612m   | 2012년    | 순천 방면 |
| 영암1터널   | 전라남도 영암군 학산면 신덕리 | 617m   | 2012년    | 영암 방면 |
| 영암2터널   | 전라남도 영암군 학산면 신덕리 | 510m   | 2012년    | 순천 방면 |
| 영암2터널   | 전라남도 영암군 학산면 신덕리 | 497m   | 2012년    | 영암 방면 |
| 영암3터널   | 전라남도 영암군 학산면 독천리 | 250m   | 2012년    |           |
| 밤재터널    | 전라남도 영암군 학산면 묵동리 | 655m   | 2012년    | 순천 방면 |
| 밤재터널    | 전라남도 영암군 학산면 묵동리 | 669m   | 2012년    | 영암 방면 |
| 강진1터널   | 전라남도 강진군 성전면 수양리 | 659m   | 2012년    | 순천 방면 |
| 강진1터널   | 전라남도 강진군 성전면 수양리 | 667m   | 2012년    | 영암 방면 |
| 강진2터널   | 전라남도 강진군 작천면 평기리 | 685m   | 2012년    | 순천 방면 |
| 강진2터널   | 전라남도 강진군 작천면 삼당리 | 675m   | 2012년    | 영암 방면 |
| 강진3터널   | 전라남도 강진군 작천면 삼당리 | 1,255m | 2012년    | 순천 방면 |
| 강진3터널   | 전라남도 강진군 작천면 삼당리 | 1,265m | 2012년    | 영암 방면 |
| 강진4터널   | 전라남도 강진군 병영면 삭양리 | 1,260m | 2012년    | 순천 방면 |
| 강진4터널   | 전라남도 강진군 병영면 삭양리 | 1,270m | 2012년    | 영암 방면 |
| 장흥1터널   | 전라남도 장흥군 장흥읍 성불리 | 445m   | 2012년    | 순천 방면 |
| 장흥1터널   | 전라남도 장흥군 장흥읍 성불리 | 380m   | 2012년    | 영암 방면 |
| 장흥2터널   | 전라남도 장흥군 장흥읍 성불리 | 434m   | 2012년    | 순천 방면 |
| 장흥2터널   | 전라남도 장흥군 장흥읍 성불리 | 428m   | 2012년    | 영암 방면 |
| 장흥3터널   | 전라남도 장흥군 장흥읍 연산리 | 464m   | 2012년    | 순천 방면 |
| 장흥3터널   | 전라남도 장흥군 장흥읍 연산리 | 493m   | 2012년    | 영암 방면 |
| 제암산1터널 | 전라남도 장흥군 부산면 호계리 | 439m   | 2012년    | 순천 방면 |
| 제암산1터널 | 전라남도 장흥군 부산면 호계리 | 456m   | 2012년    | 영암 방면 |
| 제암산2터널 | 전라남도 장흥군 부산면 호계리 | 742m   | 2012년    | 순천 방면 |
| 제암산2터널 | 전라남도 장흥군 부산면 호계리 | 694m   | 2012년    | 영암 방면 |
| 장동1터널   | 전라남도 장흥군 장동면 용곡리 | 1,705m | 2012년    | 순천 방면 |
| 장동1터널   | 전라남도 장흥군 장동면 용곡리 | 1,735m | 2012년    | 영암 방면 |
| 장동2터널   | 전라남도 장흥군 장동면 북교리 | 204m   | 2012년    | 순천 방면 |
| 장동2터널   | 전라남도 장흥군 장동면 북교리 | 191m   | 2012년    | 영암 방면 |
| 장동3터널   | 전라남도 장흥군 장동면 조양리 | 519m   | 2012년    | 순천 방면 |
| 장동3터널   | 전라남도 장흥군 장동면 조양리 | 547m   | 2012년    | 영암 방면 |
| 보성터널    | 전라남도 보성군 보성읍 대야리 | 1,179m | 2012년    | 순천 방면 |
| 보성터널    | 전라남도 보성군 보성읍 대야리 | 1,154m | 2012년    | 영암 방면 |
| 노동1터널   | 전라남도 보성군 노동면 용호리 | 652m   | 2012년    | 순천 방면 |
| 노동1터널   | 전라남도 보성군 노동면 용호리 | 614m   | 2012년    | 영암 방면 |
| 노동2터널   | 전라남도 보성군 노동면 광곡리 | 195m   | 2012년    | 순천 방면 |
| 노동2터널   | 전라남도 보성군 노동면 광곡리 | 145m   | 2012년    | 영암 방면 |
| 미력1터널   | 전라남도 보성군 노동면 명봉리 | 730m   | 2012년    | 순천 방면 |
| 미력1터널   | 전라남도 보성군 노동면 명봉리 | 741m   | 2012년    | 영암 방면 |
| 미력2터널   | 전라남도 보성군 미력면 용정리 | 124m   | 2012년    | 순천 방면 |
| 초암산터널  | 전라남도 보성군 겸백면 수남리 | 2,211m | 2012년    | 순천 방면 |
| 초암산터널  | 전라남도 보성군 겸백면 수남리 | 2,213m | 2012년    | 영암 방면 |
| 조성1터널   | 전라남도 보성군 조성면 대곡리 | 666m   | 2012년    | 순천 방면 |
| 조성1터널   | 전라남도 보성군 조성면 대곡리 | 645m   | 2012년    | 영암 방면 |
| 조성2터널   | 전라남도 보성군 조성면 축내리 | 1,384m | 2012년    | 순천 방면 |
| 조성2터널   | 전라남도 보성군 조성면 축내리 | 1,396m | 2012년    | 영암 방면 |
| 벌교1터널   | 전라남도 보성군 조성면 신월리 | 301m   | 2012년    | 순천 방면 |
| 벌교1터널   | 전라남도 보성군 벌교읍 옥전리 | 269m   | 2012년    | 영암 방면 |
| 벌교2터널   | 전라남도 보성군 벌교읍 옥전리 | 572m   | 2012년    | 순천 방면 |
| 벌교2터널   | 전라남도 보성군 벌교읍 옥전리 | 499m   | 2012년    | 영암 방면 |
| 벌교3터널   | 전라남도 보성군 벌교읍 마동리 | 1,980m | 2012년    | 순천 방면 |
| 벌교3터널   | 전라남도 보성군 벌교읍 마동리 | 1,960m | 2012년    | 영암 방면 |
| 고흥터널    | 전라남도 고흥군 동강면 한천리 | 950m   | 2012년    | 순천 방면 |
| 고흥터널    | 전라남도 고흥군 동강면 한천리 | 930m   | 2012년    | 영암 방면 |
| 호동터널    | 전라남도 보성군 벌교읍 호동리 | 366m   | 2012년    | 순천 방면 |
| 호동터널    | 전라남도 보성군 벌교읍 호동리 | 314m   | 2012년    | 영암 방면 |
| 별량1터널   | 전라남도 순천시 별량면 금치리 | 864m   | 2012년    | 순천 방면 |
| 별량1터널   | 전라남도 순천시 별량면 금치리 | 872m   | 2012년    | 영암 방면 |
| 별량2터널   | 전라남도 순천시 별량면 송기리 | 1,121m | 2012년    | 순천 방면 |
| 별량2터널   | 전라남도 순천시 별량면 송기리 | 1,117m | 2012년    | 영암 방면 |
| 별량3터널   | 전라남도 순천시 별량면 원창리 | 588m   | 2012년    | 순천 방면 |
| 별량3터널   | 전라남도 순천시 별량면 원창리 | 596m   | 2012년    | 영암 방면 |
| 해룡터널    | 전라남도 순천시 해룡면 도롱리 | 1,419m | 2012년    | 순천 방면 |
| 해룡터널    | 전라남도 순천시 해룡면 도롱리 | 1,424m | 2012년    | 영암 방면 |

순천 ~ 부산 구간
| 터널 이름 | 소재지                             | 길이   | 준공 년도 | 비고      |
| --------- | ---------------------------------- | ------ | --------- | --------- |
| 광양터널  | 전라남도 광양시 광양읍 죽림리      | 270m   | 1992년    | 부산 방면 |
| 광양터널  | 전라남도 광양시 광양읍 죽림리      | 240m   | 1992년    | 순천 방면 |
| 하동터널  | 경상남도 하동군 금성면 궁항리      | 196m   | 1992년    | 부산 방면 |
| 하동터널  | 경상남도 하동군 금성면 궁항리      | 201m   | 1992년    | 순천 방면 |
| 진교터널  | 경상남도 하동군 진교면 고이리      | 340m   | 1992년    | 부산 방면 |
| 진교터널  | 경상남도 하동군 진교면 고이리      | 400m   | 1992년    | 순천 방면 |
| 사천터널  | 경상남도 사천시 곤양면 송전리      | 168m   | 1973년    | 부산 방면 |
| 사천터널  | 경상남도 사천시 곤양면 송전리      | 240m   | 1992년    | 순천 방면 |
| 진주1터널 | 경상남도 진주시 문산읍 상문리      | 614m   | 2011년    | 부산 방면 |
| 진주1터널 | 경상남도 진주시 문산읍 상문리      | 572m   | 2011년    | 순천 방면 |
| 진주2터널 | 경상남도 진주시 문산읍 상문리      | 647m   | 2011년    | 부산 방면 |
| 진주2터널 | 경상남도 진주시 문산읍 상문리      | 760m   | 2011년    | 순천 방면 |
| 산인터널  | 경상남도 함안군 산인면 모곡리      | 688m   | 2011년    | 부산 방면 |
| 산인터널  | 경상남도 함안군 산인면 모곡리      | 604m   | 2011년    | 순천 방면 |
| 함안1터널 | 경상남도 함안군 산인면 신산리      | 877m   | 2001년    | 부산 방면 |
| 함안1터널 | 경상남도 함안군 산인면 신산리      | 850m   | 2001년    | 순천 방면 |
| 함안2터널 | 경상남도 함안군 칠원읍 용정리      | 500m   | 2001년    | 부산 방면 |
| 함안2터널 | 경상남도 함안군 칠원읍 용정리      | 520m   | 2001년    | 순천 방면 |
| 창원1터널 | 경상남도 함안군 칠원읍 무기리      | 2,551m | 2001년    | 부산 방면 |
| 창원1터널 | 경상남도 함안군 칠원읍 무기리      | 2,566m | 2001년    | 순천 방면 |
| 창원2터널 | 경상남도 창원시 의창구 동읍 용강리 | 854m   | 2001년    |           |
| 김해터널  | 경상남도 김해시 진영읍 하계리      | 690m   | 2001년    | 부산 방면 |
| 김해터널  | 경상남도 김해시 진영읍 하계리      | 643m   | 2001년    | 순천 방면 |

폐 터널
| 터널 이름 | 소재지                        | 길이 | 준공 년도 | 비고      |
| --------- | ----------------------------- | ---- | --------- | --------- |
| 진주터널  | 경상남도 진주시 문산읍 상문리 | 719m | 1989년    | 부산 방면 |
| 진주터널  | 경상남도 진주시 문산읍 상문리 | 562m | 1973년    | 순천 방면 |
| 김해터널  | 경상남도 김해시 진영읍 하계리 | 432m | 1973년    | 부산 방면 |
| 김해터널  | 경상남도 김해시 진영읍 하계리 | 415m | 1980년    | 순천 방면 |

### 교량
| 영암 ~ 순천 구간 - 신덕1교 - 신덕2교 - 독천교 - 남해청룡1교 - 남해청룡2교 - 남해금계1교 - 남해금계2교 - 남해금계3교 - 남해금계4교 - 상월1교 - 상월2교 - 상월천교 - 묵동2교 - 월평1교 - 월평2교 - 성전교 - 남해수암교 - 평기1교 - 평기2교 - 토마교 - 금강천교 - 성불교 - 내안교 - 탐진강교 - 부춘1교 - 부춘2교 - 호계2교 - 용곡1교 - 용곡2교 - 부산천교 - 하산교 - 배산천교 - 남해조양교 - 대련교 - 용호교 - 광곡천교 - 노동천교 - 명봉교 - 보성대교 - 화방1교 - 화방2교 - 화방3교 - 화방4교 - 도안1교 - 남양1교 - 남양2교 - 수남1교 - 수남2교 - 보성대곡교 - 축내교 - 보성신월1교 - 보성신월2교 - 마동교 - 남해한천교 - 두평교 - 영등교 - 벌교대교 - 호동교 - 금치철교 - 동룡천교 - 운천교 - 봉림교 - 덕정1교 - 덕정2교 - 덕정3교 - 순천만1교 - 순천만2교 - 순천만3교 - 해룡교 - 검단교 - 남해성산교 | 순천 ~ 부산 구간 - 서천교 - 죽평교 - 선평1교 - 선평2교 - 선평3교 - 지본교 - 압곡교 - 압곡1교 - 학동교 - 동석교 - 석사교 - 봉강교 - 구산교 - 구산육교 - 목성교 - 기두육교 - 용강1육교 - 억만교 - 억만육교 - 죽림육교 - 쇠문육교 - 하선교 - 청룡교 - 대죽교 - 일월교 - 원월철육교 - 장동교 - 금촌교 - 수어천교 - 진정교 - 선소육교 - 신아교 - 섬진강교 - 진정천교 - 노량육교 - 계천교 - 남당교 - 성평교 - 금당교 - 새미교 - 안심교 - 백련교 - 진교교 - 관곡천교 - 송원교 - 맥사육교 - 맥사교 - 곤양IC육교 - 곤양교 - 환덕교 - 환덕육교 - 동천교 - 검정교 - 가화천교 - 구호교 - 탑리교 - 축동교 - 원재교 - 예하교 - 가좌철육교 - 가좌육교 - 가호교 - 소호2교 - 영천강교 - 문산육교 - 아주교 - 상이교 - 예음2교 - 중촌교 - 반성천교 - 승내교 - 청담1교 - 수곡교 - 수곡1교 - 군북교 - 석교천교 - 장지교 - 장지1교 - 도항교 - 도항1교 - 가야천교 - 함안천교 - 송정육교 - 모곡교 - 신산천1교 - 신산천2교 - 산인교 - 신산1교 - 오곡교 - 칠원대교 - 용정1교 - 용정2교 - 무기1교 - 무기2교 - 무기3교 - 달천교 - 구룡교 - 남산철교 - 덕산1교 - 덕산2교 - 용잠교 - 송정교 - 용정교 - 서산교 - 우동2교 - 청천교 - 초전1교 - 초전2교 - 초전3교 - 진례천교 - 양동육교 - 망덕교 - 주촌교 - 풍유육교 - 흥동육교 - 봉곡교 - 전하육교 - 해반천교 - 김해육교 - 삼정육교 - 삼정교 - 어방교 - 김해IC육교 - 신어천교 - 안동교 - 불암1육교 - 불암교 - 대사1육교 - 대사교 - 대사2육교 - 대사교 - 출두교 - 구포낙동강교 |

## 구간 과속 단속
- 순천 ~ 부산 구간(순천방향)
  - 군북 나들목 ~ 지수 나들목 6.7km[117]
  - 진교 나들목 ~ 하동 나들목 7.7km (2015년 12월 28일 시행)
  - 북창원 나들목 ~ 칠원 분기점 6.9km (2017년 1월 1일부터 시험 운영 > 2017년 4월 14일 시행)

- 순천~부산 구간(부산방향)
  - 지수 나들목 ~ 군북 나들목 km (2021년 12월1일부터 시험 운영 > 시행)

## 나들목 · 분기점
- 여기서 숫자는 진출입교차점 (IC 및 JC) 번호를 말하고, TG는 요금소 (Tollgate), SA는 휴게소 (Service Area)를 뜻한다.
- 거리의 단위는 km이다.

### 영암 ~ 순천 구간
| 번호                                     | 이름                     | 로마자 이름              | 구간 거리                | 누적 거리                | 접속 노선 | 소재지                   | 소재지                   | 비고 |                          |
| 국도 제2호선 무영로 직결                 | 국도 제2호선 무영로 직결 | 국도 제2호선 무영로 직결 | 국도 제2호선 무영로 직결 | 국도 제2호선 무영로 직결 | 국도 제2호선 무영로 직결                                                                                         | 국도 제2호선 무영로 직결 | 국도 제2호선 무영로 직결 | 국도 제2호선 무영로 직결                                                                                   | 국도 제2호선 무영로 직결 |
| ---------------------------------------- | ------------------------ | ------------------------ | ------------------------ | ------------------------ | --- | ------------------------ | ------------------------ | --- | ------------------------ |
|                                          | 영암기점                 | -                        | -                        | 0.00                     | | 전라남도                 | 영암군                   | |                          |
| 1                                        | 서영암                   | W.Yeongam                | 0.38                     | 0.38                     | 국도 제2호선 (에프1경주장로·무영로)                                                                              | 전라남도                 | 영암군                   | |                          |
| 2                                        | 서영암 요금소            | W.Yeongam TG             |                          |                          | 노정길 (지방도 제819호선 (망월천로·영암로))                                                                      | 전라남도                 | 영암군                   | 본선요금소(나들목, 요금소 일체형) 영암방향 진입과 순천방향 진출만 가능, 진출입 시 요금 지불 구 학산 나들목 |                          |
| 2                                        | 서호학산                 | Seoho-Haksan             | 4.96                     | 5.34                     | 노정길 (지방도 제819호선 (망월천로·영암로))                                                                      | 전라남도                 | 영암군                   | 본선요금소(나들목, 요금소 일체형) 영암방향 진입과 순천방향 진출만 가능, 진출입 시 요금 지불 구 학산 나들목 |                          |
| SA                                       | 영암휴게소               | Yeongam SA               |                          |                          | | 전라남도                 | 영암군                   | 양방향 |                          |
| 3                                        | 강진무위사               | Gangjin-Muwisa           | 14.19                    | 19.53                    | 국도 제2호선 (녹색로) 지방도 제830호선 (금강로) (국도 제13호선 (예향로))                                         | 전라남도                 | 강진군                   | |                          |
| 4                                        | 장흥                     | Jangheung                | 18.73                    | 38.26                    | 국도 제23호선 (장흥대로) 국가지원지방도 제55호선 (장흥대로)                                                      | 전라남도                 | 장흥군                   | |                          |
| SA                                       | 장흥정남진휴게소         | Jangheung Jungnamjin SA  |                          |                          | | 전라남도                 | 장흥군                   | 양방향 통합형                                                                                              |                          |
| 5                                        | 보성                     | Boseong                  | 22.95                    | 61.21                    | 국도 제18호선 (송재로·화보로) 국도 제29호선 (화보로)                                                             | 전라남도                 | 보성군                   | |                          |
| SA                                       | 보성녹차휴게소           | Boseong Nokcha SA        |                          |                          | | 전라남도                 | 보성군                   | 양방향 |                          |
| 6                                        | 벌교                     | Beolgyo                  | 18.50                    | 79.71                    | 국도 제2호선 (녹색로) 지방도 제843호선 (녹색로)                                                                  | 전라남도                 | 보성군                   | |                          |
| 7                                        | 고흥                     | Goheung                  | 4.20                     | 83.91                    | 고흥로·채동선로 (국도 제15호선 (우주항공로)) (국도 제27호선 (우주항공로)) (국가지원지방도 제15호선 (우주항공로)) | 전라남도                 | 고흥군                   | 순천방향 진입과 영암방향 진출만 가능                                                                       |                          |
| TG                                       | 남순천 요금소            | S.Suncheon TG            |                          |                          | | 전라남도                 | 순천시                   | 본선요금소                                                                                                 |                          |
| 8                                        | 순천만                   | Suncheonman              | 16.36                    | 100.27                   | 국도 제2호선 (녹색로)                                                                                            | 전라남도                 | 순천시                   | 순천방향 진입, 영암방향 진출 시 요금지불                                                                   |                          |
| 9                                        | 도롱                     | Dorong                   | 4.71                     | 104.98                   | 국도 제17호선 (엑스포대로) 국가지원지방도 제22호선 (엑스포대로)                                                  | 전라남도                 | 순천시                   | 영암방향 진입과 순천방향 진출만 가능                                                                       |                          |
| 9                                        | 해룡                     | Haeryong                 | 1.64                     | 106.62                   | 국도 제17호선 (엑스포대로·충무공로) 국가지원지방도 제22호선 (엑스포대로·충무공로)                                | 전라남도                 | 순천시                   | 순천방향 진입과 영암방향 진출만 가능                                                                       |                          |
|                                          | 순천종점                 | Suncheon                 | 0.22                     | 106.84                   | | 전라남도                 | 순천시                   | |                          |
| 국도 제17호선 (엑스포대로·충무공로) 직결 |                          |                          |                          |                          | |                          |                          | |                          |

### 순천 ~ 부산 구간
| 번호                                    | 이름                     | 로마자 이름              | 구간 거리                | 누적 거리                | 접속 노선                                                                                           | 소재지                   | 소재지                   | 비고                                                      |                          |
| 25호선 호남고속도로 직결                | 25호선 호남고속도로 직결 | 25호선 호남고속도로 직결 | 25호선 호남고속도로 직결 | 25호선 호남고속도로 직결 | 25호선 호남고속도로 직결                                                                            | 25호선 호남고속도로 직결 | 25호선 호남고속도로 직결 | 25호선 호남고속도로 직결                                  | 25호선 호남고속도로 직결 |
| --------------------------------------- | ------------------------ | ------------------------ | ------------------------ | ------------------------ | --------------------------------------------------------------------------------------------------- | ------------------------ | ------------------------ | --------------------------------------------------------- | ------------------------ |
|                                         | 순천기점                 | Suncheon                 | -                        | 0.00                     | | 전라남도                 | 순천시                   |                                                           |                          |
| 10                                      | 서순천                   | W.Suncheon               | 0.05                     | 0.05                     | 25호선 호남고속도로 순천로(국도 제17호선, 국도 제22호선)                                            | 전라남도                 | 순천시                   |                                                           |                          |
| 11                                      | 순천                     | Suncheon                 | 3.76                     | 3.81                     | 국도 제17호선 (무평로·백강로) 지방도 제840호선 (매천로·백강로)                                      | 전라남도                 | 순천시                   |                                                           |                          |
| 12                                      | 순천 분기점              | Suncheon JC              | 2.19                     | 6.00                     | 27호선 순천완주고속도로                                                                             | 전라남도                 | 순천시                   | 부산방향의 경우 순천완주고속도로(순천방향) 진출 불가능    |                          |
| 13                                      | 광양                     | Gwangyang                | 6.58                     | 12.58                    | 국도 제2호선 (백운로) 국가지원지방도 제58호선 (백운로) 지방도 제865호선 (백운로) 광양항전용1로      | 전라남도                 | 광양시                   |                                                           |                          |
| 14                                      | 동광양                   | E.Gwangyang              | 5.14                     | 17.72                    | 국도 제2호선 (백운로) 국가지원지방도 제58호선 (백운로·옥진로)                                       | 전라남도                 | 광양시                   |                                                           |                          |
| 15                                      | 옥곡                     | Okgok                    | 6.48                     | 24.20                    | 지방도 제861호선 (강변로)                                                                           | 전라남도                 | 광양시                   |                                                           |                          |
| 16                                      | 진월                     | Jinwol                   | 4.42                     | 28.62                    | 국도 제2호선 (백운1로)                                                                              | 전라남도                 | 광양시                   |                                                           |                          |
| SA                                      | 섬진강휴게소             | Seomjingang SA           |                          |                          | | 전라남도                 | 광양시                   | 양방향                                                    |                          |
| 17                                      | 하동                     | Hadong                   | 6.98                     | 35.60                    | 국도 제19호선 (섬진강대로) 국도 제59호선 (섬진강대로·산업로)                                        | 경상남도                 | 하동군                   |                                                           |                          |
| 18                                      | 진교                     | Jingyo                   | 10.05                    | 45.65                    | 지방도 제1002호선 (경충로)                                                                          | 경상남도                 | 하동군                   |                                                           |                          |
| 19                                      | 곤양                     | Gonyang                  | 6.40                     | 52.05                    | 국가지원지방도 제58호선 (곤양로) 지방도 제1005호선 (곤양로) 구고속도로 (지방도 제1002호선 (곤북로)) | 경상남도                 | 사천시                   |                                                           |                          |
| SA                                      | 사천휴게소               | Sacheon SA               |                          |                          | | 경상남도                 | 사천시                   | 양방향                                                    |                          |
| 20                                      | 축동                     | Chukdong                 | 8.00                     | 60.05                    | 지방도 제1002호선 (서삼로)                                                                          | 경상남도                 | 사천시                   | 구 가산 나들목                                            |                          |
| 21                                      | 사천                     | Sacheon                  | 5.91                     | 65.96                    | 국도 제3호선 (사천대로) 국도 제33호선 (사천대로) (지방도 제1002호선 (서삼로))                       | 경상남도                 | 사천시                   |                                                           |                          |
| 22                                      | 진주 분기점              | Jinju JC                 | 2.51                     | 68.47                    | 35호선 통영대전고속도로                                                                             | 경상남도                 | 진주시                   |                                                           |                          |
| 23                                      | 진주                     | Jinju                    | 3.25                     | 71.72                    | 가호로·대신로·동부로                                                                                | 경상남도                 | 진주시                   |                                                           |                          |
| SA                                      | 진주휴게소               | Jinju SA                 |                          |                          | | 경상남도                 | 진주시                   | 부산방향                                                  |                          |
| 24                                      | 문산                     | Munsan                   | 4.01                     | 75.73                    | 지방도 제1009호선 (월아산로) 동진로                                                                 | 경상남도                 | 진주시                   |                                                           |                          |
| SA                                      | 문산휴게소               | Munsan SA                |                          |                          | | 경상남도                 | 진주시                   | 순천방향                                                  |                          |
| 25                                      | 진성                     | Jinseong                 | 6.84                     | 82.57                    | 지방도 제1007호선 (동부로·진의로)                                                                   | 경상남도                 | 진주시                   |                                                           |                          |
| 26                                      | 지수                     | Jisu                     | 6.00                     | 88.57                    | 용봉로 (지방도 제1037호선 (지수로))                                                                 | 경상남도                 | 진주시                   |                                                           |                          |
| 27                                      | 군북                     | Gunbuk                   | 9.19                     | 97.76                    | 국도 제79호선 (함마대로)                                                                            | 경상남도                 | 함안군                   |                                                           |                          |
| 28                                      | 장지                     | Jangji                   | 2.79                     | 100.55                   | 지방도 제1029호선 (장백로)                                                                          | 경상남도                 | 함안군                   |                                                           |                          |
| SA                                      | 함안휴게소               | Haman SA                 |                          |                          | | 경상남도                 | 함안군                   | 양방향                                                    |                          |
| 29                                      | 함안                     | Haman                    | 3.69                     | 104.24                   | 국가지원지방도 제67호선 (함안대로) 지방도 제1011호선 (함안대로)                                     | 경상남도                 | 함안군                   |                                                           |                          |
| 30                                      | 산인 분기점              | Sanin JC                 | 8.68                     | 112.92                   | 102호선 남해고속도로제1지선                                                                         | 경상남도                 | 함안군                   | 순천방향의 경우 남해고속도로제1지선(창원방향) 진출 불가능 |                          |
| 31                                      | 칠원 분기점              | Chirwon JC               | 3.04                     | 115.96                   | 45호선 중부내륙고속도로                                                                             | 경상남도                 | 함안군                   | 중부내륙고속도로(창원방향) 진출 불가능                    |                          |
| 32                                      | 북창원                   | N.Changwon               | 8.86                     | 124.82                   | 국도 제79호선 (정렬대로) 천주로                                                                     | 경상남도                 | 창원시                   |                                                           |                          |
| 33                                      | 창원 분기점              | Changwon JC              | 3.54                     | 128.36                   | 102호선 남해고속도로제1지선                                                                         | 경상남도                 | 창원시                   | 부산방향의 경우 남해고속도로제1지선(함안방향) 진출 불가능 |                          |
| 34                                      | 동창원                   | E.Changwon               | 5.06                     | 133.42                   | 김해대로·의창대로                                                                                   | 경상남도                 | 창원시                   | 구 진영 나들목                                            |                          |
| SA 34-1                                 | 진영휴게소 진영 분기점   | Jinyeong SA Jinyeong JC  |                          |                          | 600호선 부산외곽순환고속도로                                                                        | 경상남도                 | 김해시                   | 양방향                                                    |                          |
| 35                                      | 진례                     | Jillye                   | 6.28                     | 139.70                   | 지방도 제1042호선 (서부로)                                                                          | 경상남도                 | 김해시                   |                                                           |                          |
| 35-1                                    | 진례 분기점              | Jillye JC                |                          |                          | 105호선 남해고속도로제3지선                                                                         | 경상남도                 | 김해시                   |                                                           |                          |
| 36                                      | 냉정 분기점              | Naengjeong JC            | 7.02                     | 146.72                   | 104호선 남해고속도로제2지선                                                                         | 경상남도                 | 김해시                   |                                                           |                          |
| 37                                      | 서김해                   | W.Gimhae                 | 4.76                     | 151.48                   | 국도 제14호선 (동서대로) 국도 제58호선 (금관대로) (지방도 제1020호선 (칠산로))                      | 경상남도                 | 김해시                   |                                                           |                          |
| 38                                      | 동김해                   | E.Gimhae                 | 4.55                     | 156.03                   | 김해대로·인제로                                                                                     | 경상남도                 | 김해시                   | 구 김해 나들목                                            |                          |
| 38-1                                    | 김해 분기점              | Gimhae JC                | 2.65                     | 158.68                   | 551호선 중앙고속도로지선                                                                            | 경상남도                 | 김해시                   | 순천방향의 경우 중앙고속도로지선(양산방향) 진출 불가능    |                          |
| TG                                      | 북부산 요금소            | N.Busan TG               |                          |                          | | 부산광역시               | 강서구                   | 본선요금소                                                |                          |
| 39                                      | 대저 분기점              | Daejeo JC                | 4.77                     | 163.45                   | 55호선 중앙고속도로                                                                                 | 부산광역시               | 강서구                   | 나들목 역할 병행                                          |                          |
| 40                                      | 덕천                     | Deokcheon                | 2.91                     | 166.36                   | 부산광역시도 제55호선 (강변대로) 부산광역시도 제66호선 (강변대로·남해고속도로 연결도로)             | 부산광역시               | 북구                     |                                                           |                          |
| 부산광역시도 제66호선 남해고속도로 직결 |                          |                          |                          |                          | |                          |                          |                                                           |                          |

## 주요 통과지
전라남도
- 영암군 (학산면 - 서호면 - 학산면 - 서호면) - 강진군 (성전면 - 작천면 - 병영면) - 장흥군 (장흥읍 - 부산면 - 장동면) - 보성군 (보성읍 - 노동면 - 미력면 - 겸백면 - 조성면 - 벌교읍) - 고흥군 (동강면) - 보성군 (벌교읍) - 순천시 (별량면 - 인월동 - 안풍동 - 대대동 - 교량동 - 해룡면 - 서면 - 광양시 (봉강면 - 광양읍 - 중군동 - 광양읍 - 중군동 - 옥곡면 - 진상면 - 진월면)

경상남도
- 하동군 (금성면 - 금남면 - 고전면 - 진교면) - 사천시 (곤양면 - 축동면) - 진주시 (정촌면 - 가좌동 - 호탄동 - 문산읍 - 진성면 - 사봉면 - 지수면) - 함안군 (군북면 - 가야읍 - 산인면 - 칠원읍) - 창원시 의창구 (북면 - 동읍) - 김해시 (진영읍 - 진례면 - 주촌면 - 대청동 - 주촌면 - 부곡동 - 주촌면 - 부곡동 - 유하동 - 주촌면 - 풍유동 - 흥동 - 전하동 - 봉황동 - 부원동 - 삼정동 - 어방동 - 안동 - 지내동 - 불암동)

부산광역시
- 강서구 (강동동 - 대저동) - 북구 (덕천동 - 구포동)

## 교통량
2018년의 교통량 정보는 다음과 같다.
| 구간          | 거리 (km) | 평균 통행량 (대/일) | 평균 통행량 (대/일) |
| 구간          | 거리 (km) | 12시간              | 24시간              |
| ------------- | --------- | ------------------- | ------------------- |
| 목포 ~ 순천   | 105.0     | 11,236              | 13,876              |
| 서순천 ~ 순천 | 6.0       | 20,723              | 26,005              |
| 순천 ~ 진주   | 62.5      | 28,629              | 37,221              |
| 진주 ~ 산인   | 44.5      | 55.059              | 72,347              |
| 산인 ~ 창원   | 15.4      | 48,986              | 67,926              |
| 창원 ~ 진영   | 7.4       | 79,188              | 106,402             |
| 진영 ~ 진례   | 7.2       | 73,053              | 97,349              |
| 진례 ~ 냉정   | 3.8       | 70,705              | 91,696              |
| 냉정 ~ 부산   | 18.6      | 54,825              | 74,112              |

최고 통행량 지점은 창원 분기점에서 동창원 나들목까지의 5.1km 구간으로, 24시간에 109,526대 (8개 차선, 차선당으로 환산하면 13,691대/차선)가 통과한다. 차선당 최고 통행량 지점은 대저 분기점부터 부산 종점까지 1.7km 구간으로 24시간당 차선당 19,335대 (4개 차선, 총 77,339대)가 통과한다.

## 고속도로 지정 해제 구간
과거 덕천 나들목 ~ 구포 나들목 구간은 남해고속도로의 일부 구간이었으나, 1978년 6월 22일에 고속도로 구간에서 해제되었으며, 현재 부산광역시에서 이 구간을 관리한다. 다만, 도로명은 여전히 남해고속도로이다.
고속도로 지정 해제 이후 부산 순환도로 계획이 확정되면서 부산광역시도 제66호선에 편입되었다. 이후 강변대로, 제2만덕터널과 노선을 공유하며, 부산광역시도 제66호선은 황령터널을 경유한 뒤 대연동 49호광장으로 이어진다.
| 종류              | 이름                       | 로마자 이름       | 구간 거리         | 누적 거리         | 접속 노선                                                                      | 소재지            | 소재지            | 비고                                 |                   |
| 남해고속도로 직결 | 남해고속도로 직결          | 남해고속도로 직결 | 남해고속도로 직결 | 남해고속도로 직결 | 남해고속도로 직결                                                              | 남해고속도로 직결 | 남해고속도로 직결 | 남해고속도로 직결                    | 남해고속도로 직결 |
| ----------------- | -------------------------- | ----------------- | ----------------- | ----------------- | ------------------------------------------------------------------------------ | ----------------- | ----------------- | ------------------------------------ | ----------------- |
| IC                | 덕천                       | Deokcheon         | -                 | 0.00              | 남해고속도로 부산광역시도 제55호선 (강변대로) 부산광역시도 제66호선 (강변대로) | 부산광역시        | 북구              |                                      |                   |
| IC                | 덕천IC 교차로              |                   |                   |                   | 부산광역시도 제4105호선 (의성로)                                               | 부산광역시        | 북구              | 덕천방향 진입과 만덕방향 진출만 가능 |                   |
| IC                | 구포 (고속도로입구 교차로) | Gupo              | 1.6               | 1.6               | 부산광역시도 제40호선 (만덕대로) 부산광역시도 제66호선 (만덕대로)              | 부산광역시        | 북구              | 만덕방향 진입과 덕천방향 진출만 가능 |                   |
| 만덕대로 직결     |                            |                   |                   |                   |                                                                                |                   |                   |                                      |                   |

### 옛 남해고속도로
개통 당시 왕복 2차로 고속도로로 개통되었고, 현재는 확장 공사가 되었기 때문에 구 남해고속도로 구간이 남아있다. 하지만 동해고속도로와는 달리 남아있는 구간은 상당히 짧은 편이며, 남아있는 곳도 간선도로로 활용되지 못하고 마을도로 등으로 활용되고 있는 것이 현실이다.
- 금평로260번길 (경상남도 진주시 지수면 신당마을 ~ 연암축산)
- 하계로240번길 (경상남도 김해시 진영읍 ~ 김해터널 ~ 진례면)[120]
- 서부로 진례면 구간
- 구고속도로 (경상남도 사천시 곤양면 곤양 나들목 ~ 하동군 금남면)[121]

구 남해고속도로
- 구 남해고속도로 밤치재 구간 (사천시 곤양면 맥사리~서포면 금진리)
- 구 남해고속도로 하동군 진교면 구간 (이하 동일)
- 구 진교 입체 나들목 (1984~1992)
- 구 진교 입체 나들목 (1984~1992)

## 논란
새로 개통이 된 남해고속도로 영암 ~ 순천 구간 중 순천만 나들목의 순천 (광양) 방향 진출입로에 설치되어 있는 순천만 요금소에서 요금을 징수하고 있는데 순천시의회에서는 순천만 나들목 ~ 도롱 나들목 / 해룡 나들목 구간의 통행료 징수 폐지를 국토해양부 (현재의 국토교통부)와 한국도로공사에 요청하는 건의문을 채택하였다.

## 같이 보기
- 남해고속도로지선
  - 남해고속도로제1지선
  - 남해고속도로제2지선
  - 남해고속도로제3지선
- 산업로
- 호남고속도로

## 사진

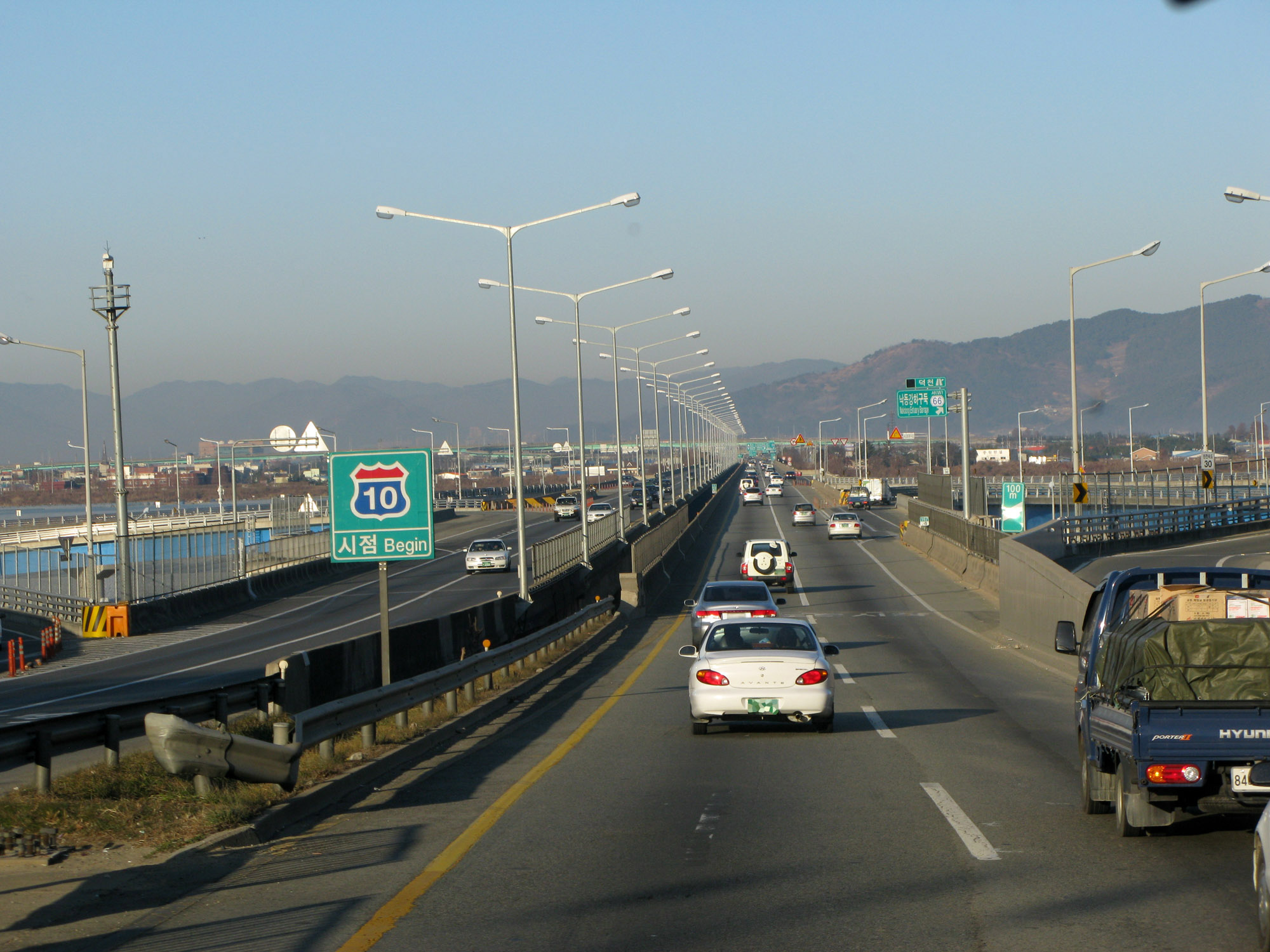
남해고속도로 부산시점
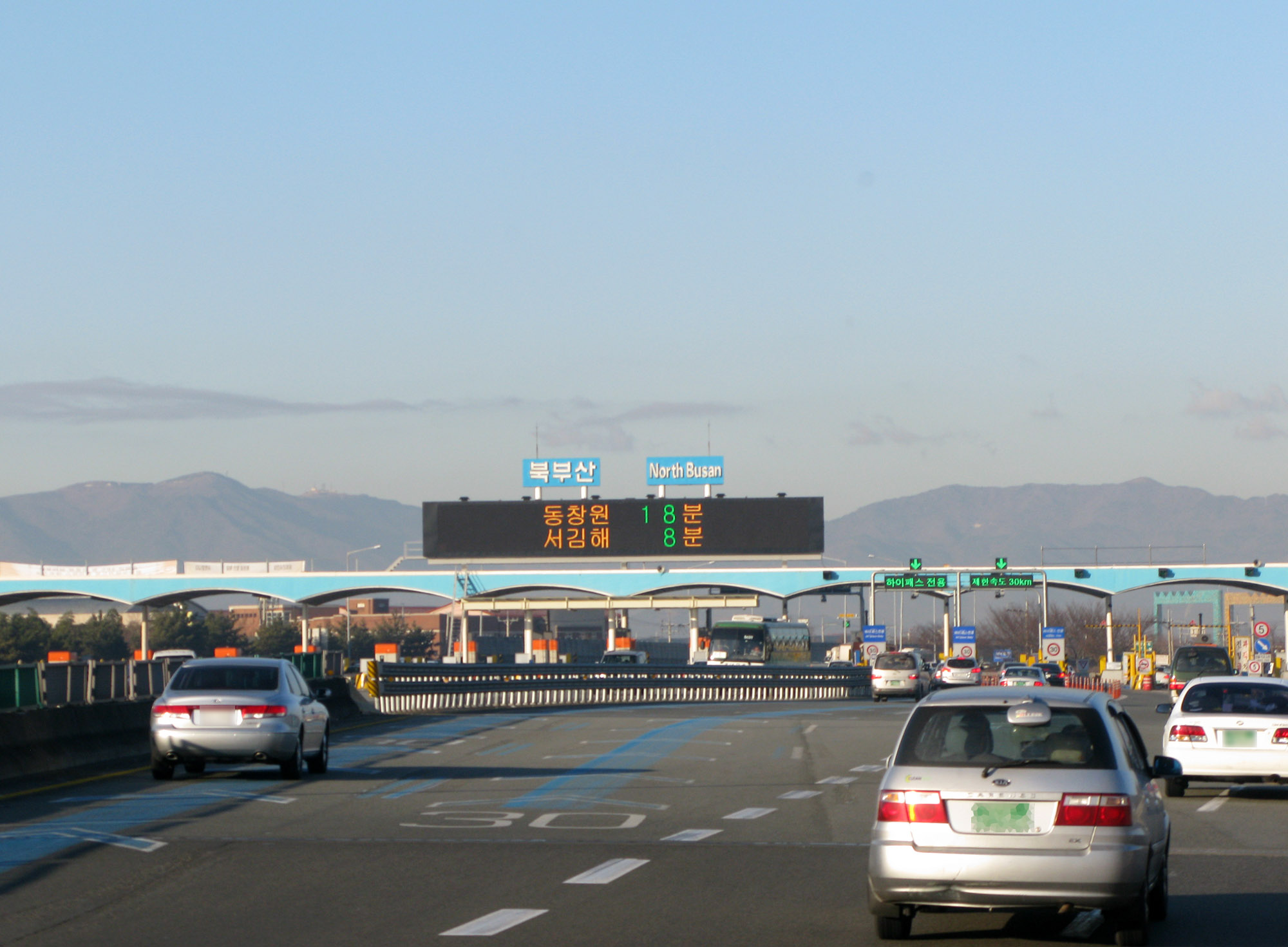
북부산 요금소
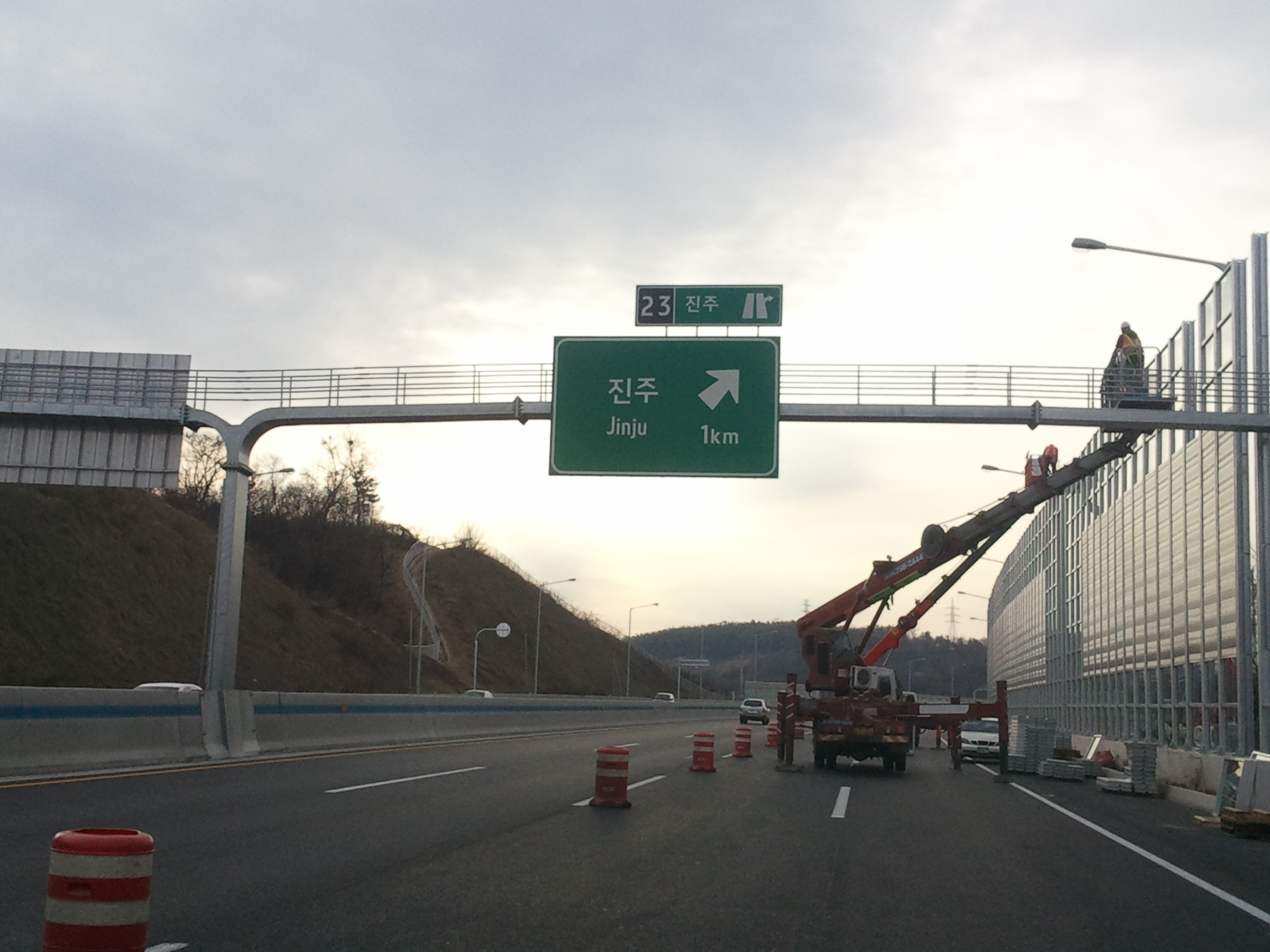
진주 나들목
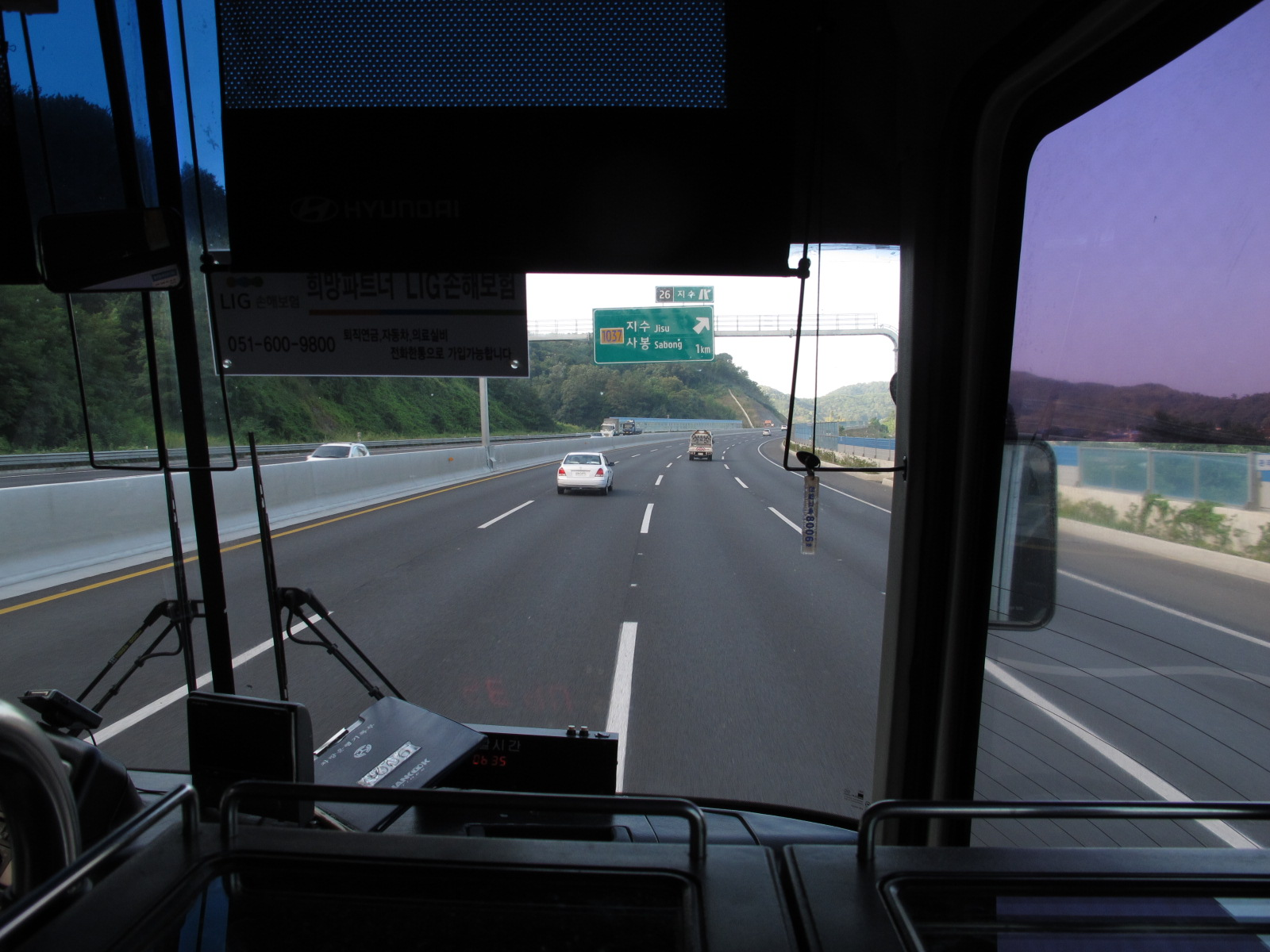
지수 나들목
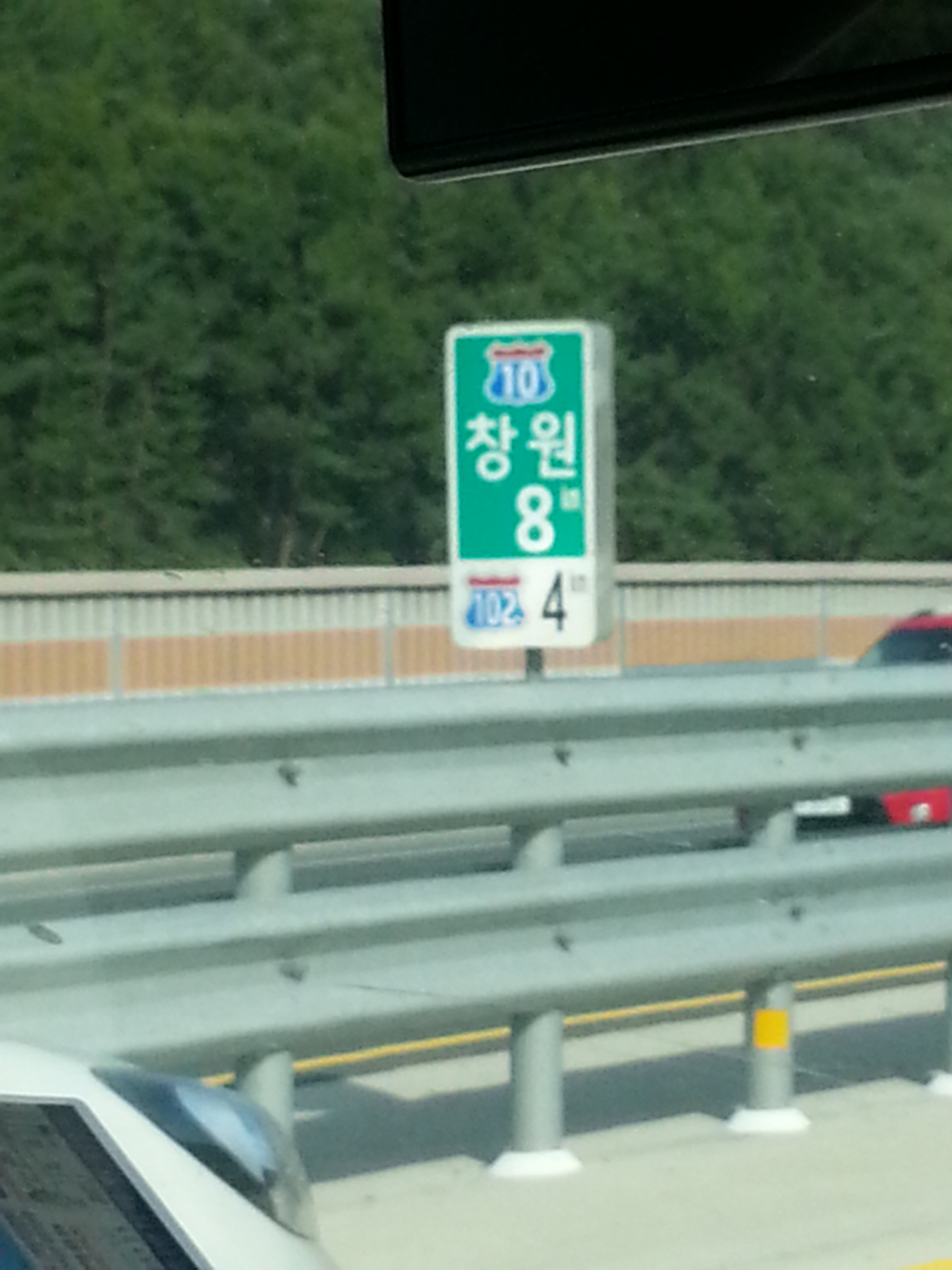
고속도로 소형 표지판
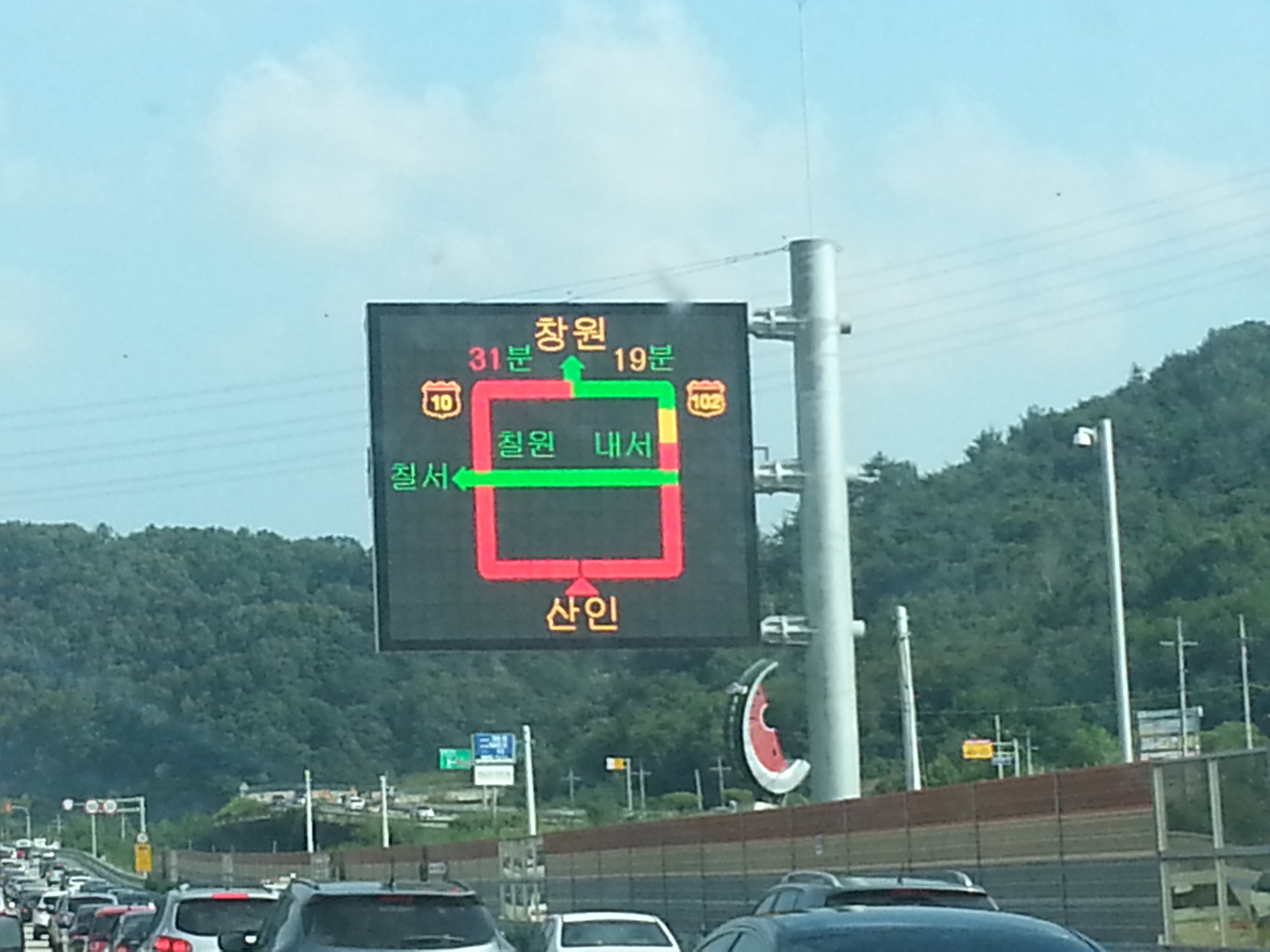
함안IC 부근 교통안내 전광판
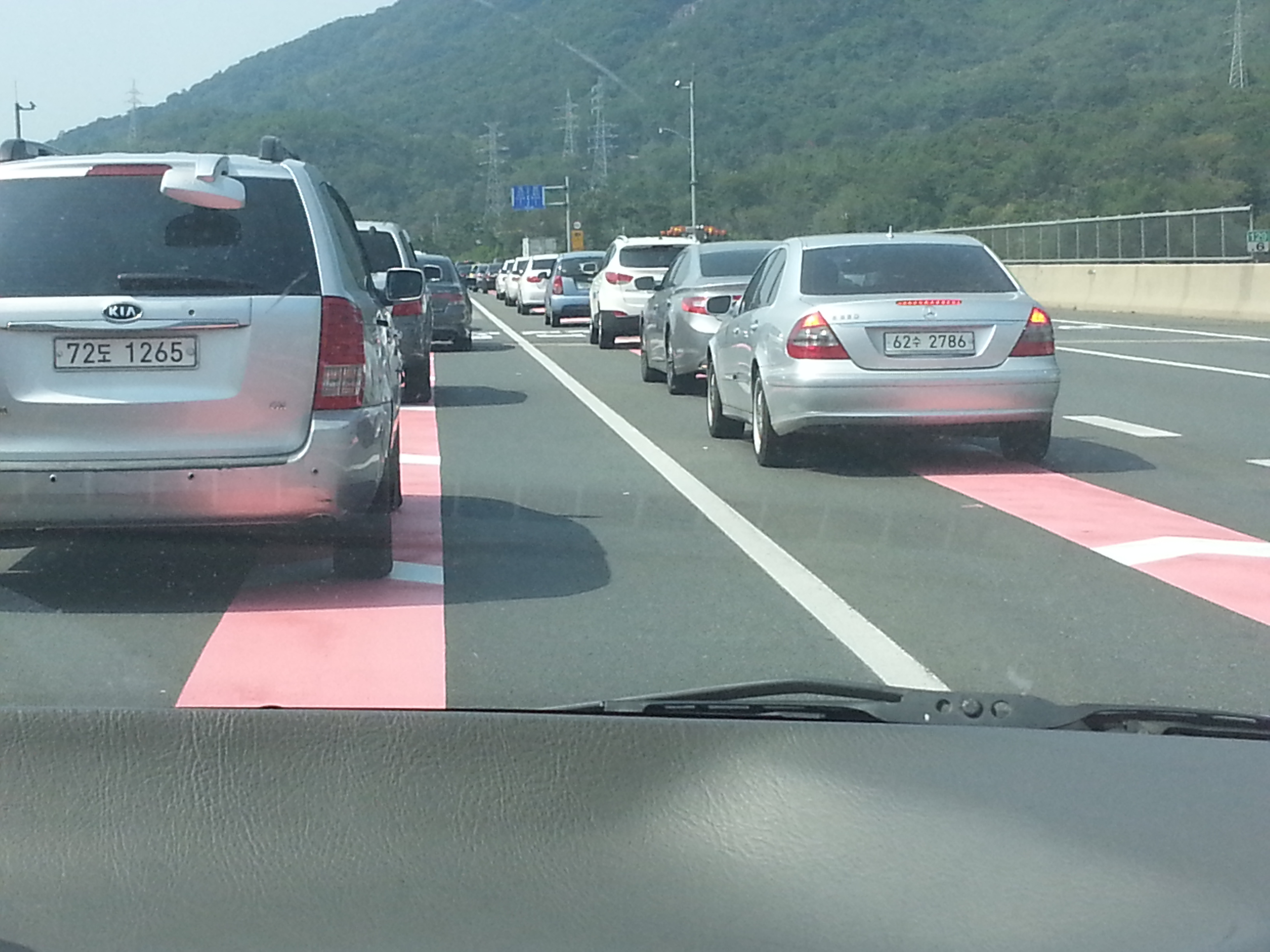
창원 분기점 부근 교통량 조절용 분홍색 도로
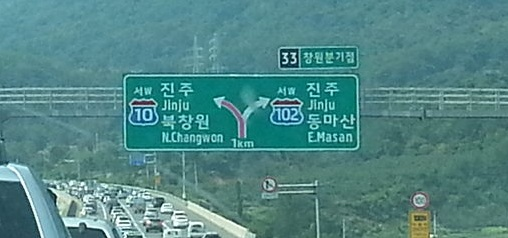
창원 분기점
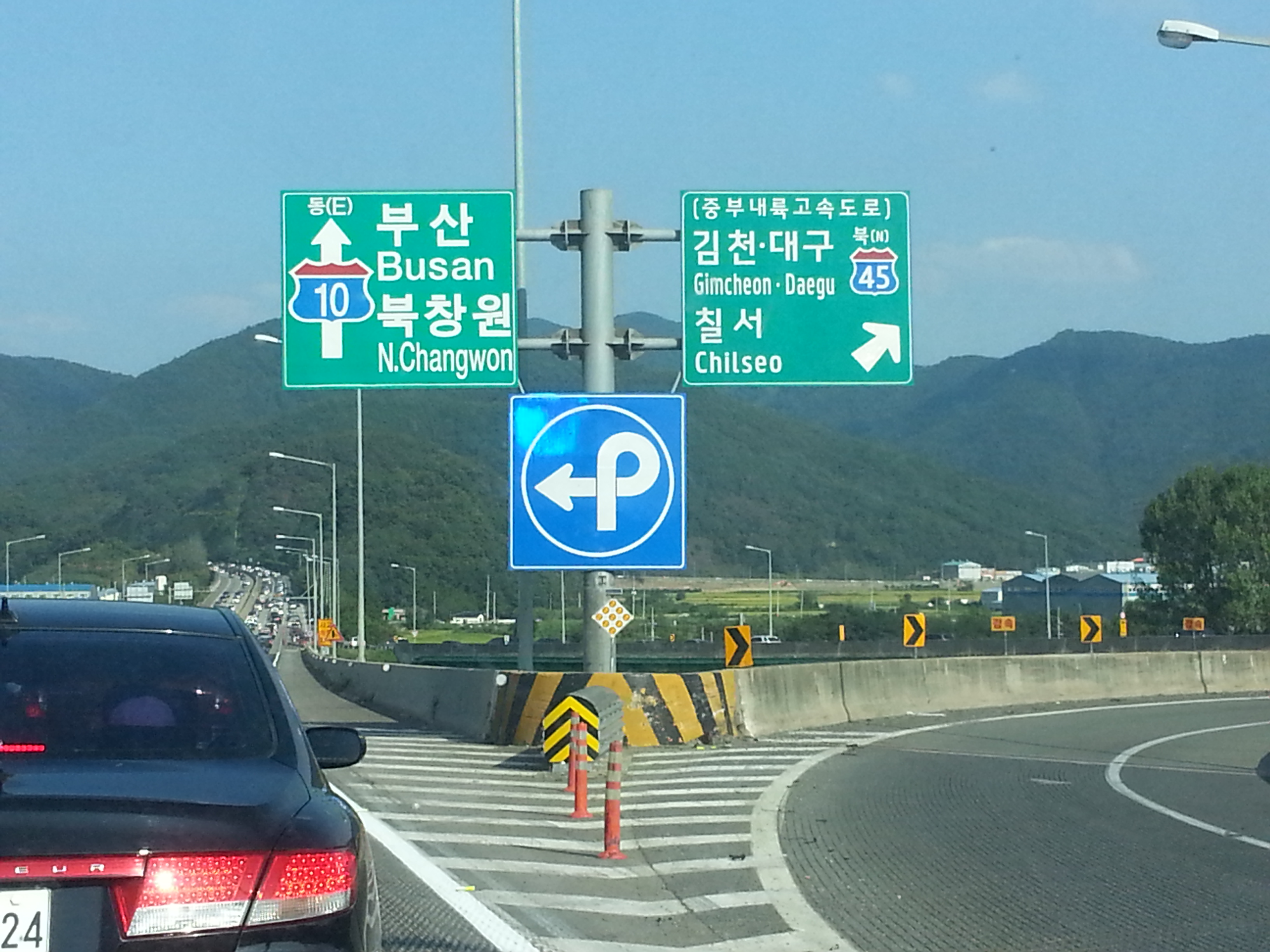
칠원 분기점
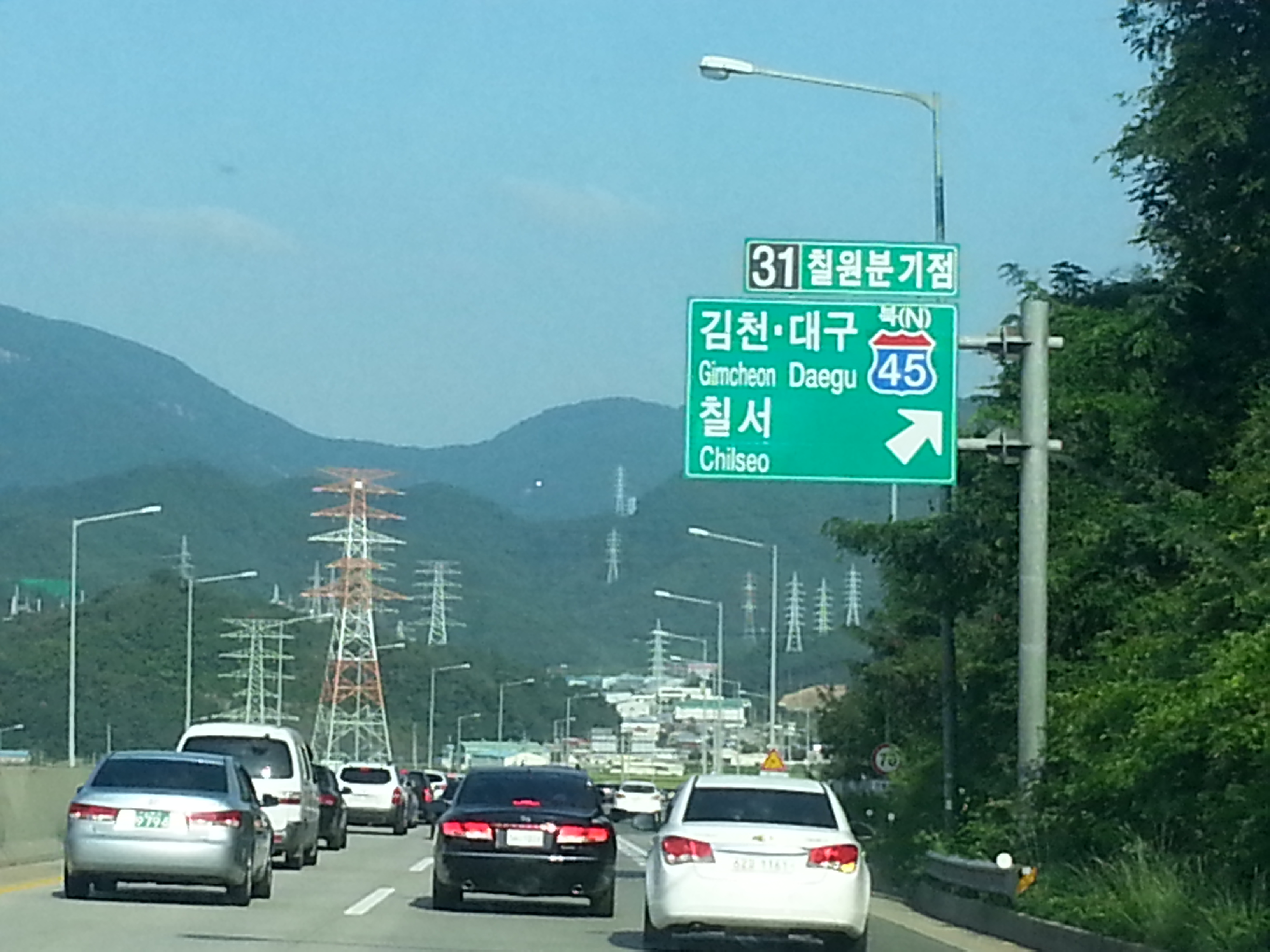
칠원 분기점
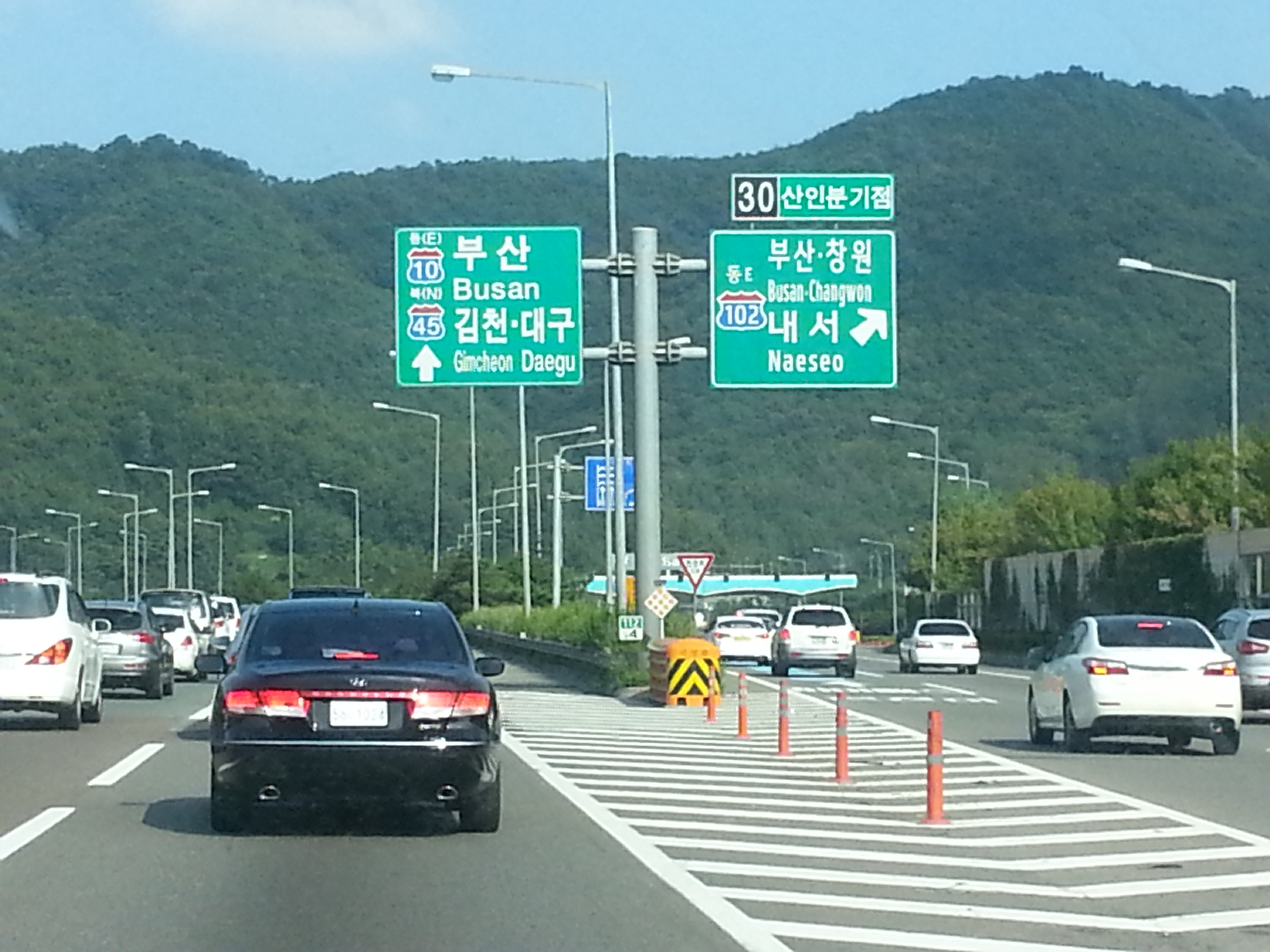
산인 분기점
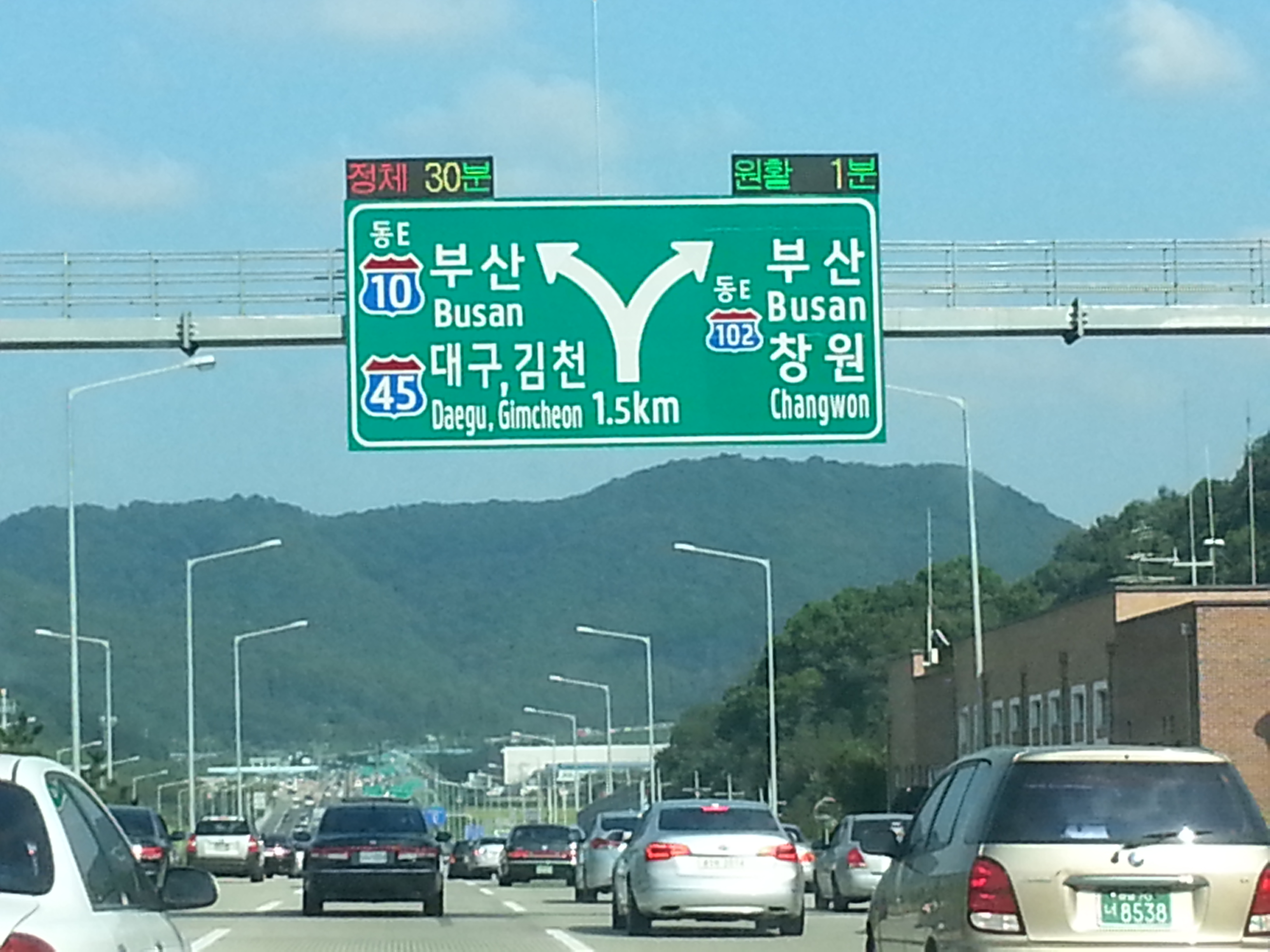
산인 분기점